# 三菱・RVR
RVR（アールブイアール）は、三菱自動車工業が製造・販売していたRV指向の乗用車である。ただしそのキャラクターは2代目以前がシャリオのショートボディ版に相当するトールワゴン、3代目は純然たるクロスオーバーSUVと全く異なっている。

## 初代（1991年-1997年）N11W/N13W/N21W/N23W/N23WG/N28W/N28WG型
RVブームの最中の1991年2月に発表。カープラザ店専売とされた。
1986年頃、ミニバンより下位の「マイクロバン」を欲していたクライスラーとの共同開発でプロジェクトが始まったが、「北米での販売台数が予測できない」というクライスラー側の意向により、開発は三菱が手がけ、クライスラーは北米における販売のみ担当することとなった。北米では三菱・エキスポLRV（Expo LRV）として販売されたほか、クライスラーへもOEM供給が行われ、ダッジ/プリムス・コルトビスタ、イーグル・サミットワゴンとして販売された。
デビュー前の2代目シャリオのシャシー構成要素を短くして、2列シート、片側スライドドアを装備したクロスオーバーSUV風のトールワゴンである。後席が通常の3人掛け（定員5人）とロングスライドシートの2人掛け（定員4人）の2種類が設定されており、4人乗りタイプはシートアレンジ次第で後席で足が伸ばせるほどの広大な室内空間を作り出すことが可能であった。
デビュー当初は走行性能をアピールするため2.0Lの4G63型エンジンのモデルのみだったが、その後1.8Lガソリン/2.0Lディーゼルターボエンジンが追加。モデル中期には同社ランサーエボリューション向け4G63型エンジンのデチューン版を搭載した「X3」「スーパースポーツギア」や、車体天井の前半を電動収納できる特異なオープンモデル「オープンギア」などを追加しバリエーションを拡大。1997年1月には最強モデルとなる「ハイパースポーツギア」が追加され、従前ボンネットにあったインタークーラーを前面に配したことで出力が向上した。 
開発時期の関係からE30系ギャラン/エテルナの機械部品の流用が多いが、荷室の広さと走行性能を両立させるため、当時の三菱では珍しいセミトレーリングアーム式のリアサスペンションを採用している。
個体によってはATが6万km程度、プラグコードが3年程度で寿命を迎える、スロットルボディ回りのセンサーやサーボ機構が不調になる（アイドリングしないなどの症状として現れる）など、よく知られた不具合がある。AT車のシフトロック機構は電気的に制御するのではなく、ブレーキペダルから伸びたワイヤーで機械的に規制解除するという独特の方式であった。これはバッテリーがあがっても影響を受けないという利点があった。ただしブレーキペダルを深く踏み込まないと解除しないため、エンジン停止から時間が経過しブレーキマスターバック内の負圧が漏洩減少するとペダルストロークが不足し、解除が困難になる傾向があった。

### 年表
- 1991年2月 - 発売。

当初は3グレードが用意され、2WD車は「S」、4WD車は5人乗りの「R」と４人乗り「X」が設定され、いずれのグレードのにも5MT車と4AT車を設定した。
- 1991年6月 - 4G93型1.8Lの16バルブエンジンを搭載した「Z」を追加。
- 1992年10月 - 当時流行のフロントグリルガードやオーバーフェンダー、背面スペアタイヤキャリアを装備したクロスオーバーSUVタイプの「スポーツギア」を追加。これが人気を博し、以後のRVRの販売の中心となっていく。同時に「Z」の4WD車にディーゼルエンジン車を追加。
- 1993年1月 -「X」をベースにMOMOステアリング、PIAAフォグランプ、AMGホイールを装備したカープラザ15周年特別仕様車「X ANNIVERSARY 15」を発売。
- 1993年5月 -「1.8Z」の2WD車をベースに、ルーフレール、グリルガード、キーレスエントリーなどを標準装備した特別仕様車「Z スペシャルバージョン」を発売。
- 1993年8月 - 前席に電動オープンルーフを採用した3ドア仕様の「オープンギア」を追加。
- 1994年1月 -「1.8Z」の4WD車をベースに、ルーフレールやフロントスポーツシートなどを標準装備した特別仕様車「スペシャルエディション」を発売。
- 1994年6月 -「2.0オープンギア」の2WD車をベースにグリルガードやキーレスエントリーを装備した特別仕様車「オープンギアリミテッド」を発売。
- 1994年9月 - マイナーチェンジ。

4G63型直列4気筒2.0 L DOHCインタークーラーターボエンジンを追加し、ディーゼル車はインタークーラーターボエンジンとなった。また、ヘッドランプの形状を変更し、スポーツギア以外のグレードはガードバーやウインカーの形状を変更、バンパー内にフォグランプが内蔵されるようになった。ラインナップも「X2」やインタークーラーターボエンジン搭載の「X3」、「スポーツギア」のターボ仕様「スーパースポーツギア」、「オープンギア」のターボ仕様「スーパーオープンギア」の4グレードを新たに追加した。
- 1994年10月 -「2.0スポーツギア」をベースに、大型ストライプや専用アンダーガードバーなどを装備した特別仕様車「ワイルドギア」を発売。
- 1995年5月 - マイナーチェンジ。

ディーゼル車が排ガス規制に適合（車両形式が「Y-」から「KD-」に変更）され、ボディカラーを一部変更した。
- 1995年6月 -「2.0S」をベースにルーフレール、運転席エアバッグなどを装備した特別仕様車「バージョンS」を発売。
- 1995年10月 - 特別仕様車「ワイルドギア」を再発売。新たに専用大型フロントグリルガードを追加した。
- 1995年12月 -「1.8スポーツギア」をベースに、ルーフレール、運転席エアバッグ、キーレスエントリーなどを装備した特別仕様車「スポーツギアリミテッド 1.8」を発売。
- 1996年1月 - 特別仕様車「スポーツギアリミテッド 2.0」と「X3スペシャル」を発売。

前者は「2.0スポーツギア」をベースに、アルミホイールとカセットデッキを装備。後者は「X3」をベースにフロントサイドスポイラーやリアスポイラーなどを装備したものである。
- 1996年5月 - マイナーチェンジ。

「スポーツギア」は2.0L車のみとなり、新たにフロントガードバーのつかない「スポーツギアZ」を新設。また、全車に運転席エアバッグを標準装備し、5人乗りグレードは消滅した。
- 1997年1月 - 大型エアロパーツを装備した「ハイパースポーツギアZ」・「ハイパースポーツギアR」を追加。同時に「スポーツギア」をベースに、ABSやキーレスエントリーなどを装備したカープラザ20周年特別仕様車「スポーツギアV20」を発売。
- 1997年7月 -「オープンギア」を仕様変更。
- 1997年9月 -「スポーツギア」をベースに、ルーフレール、キーレスエントリー、ABS等を採用した特別仕様車「フィールドエクスプレス」を発売。
- 1997年10月[3] - 生産終了。在庫対応分のみの販売となる。
- 1997年11月 - 2代目と入れ替わる形で販売終了。

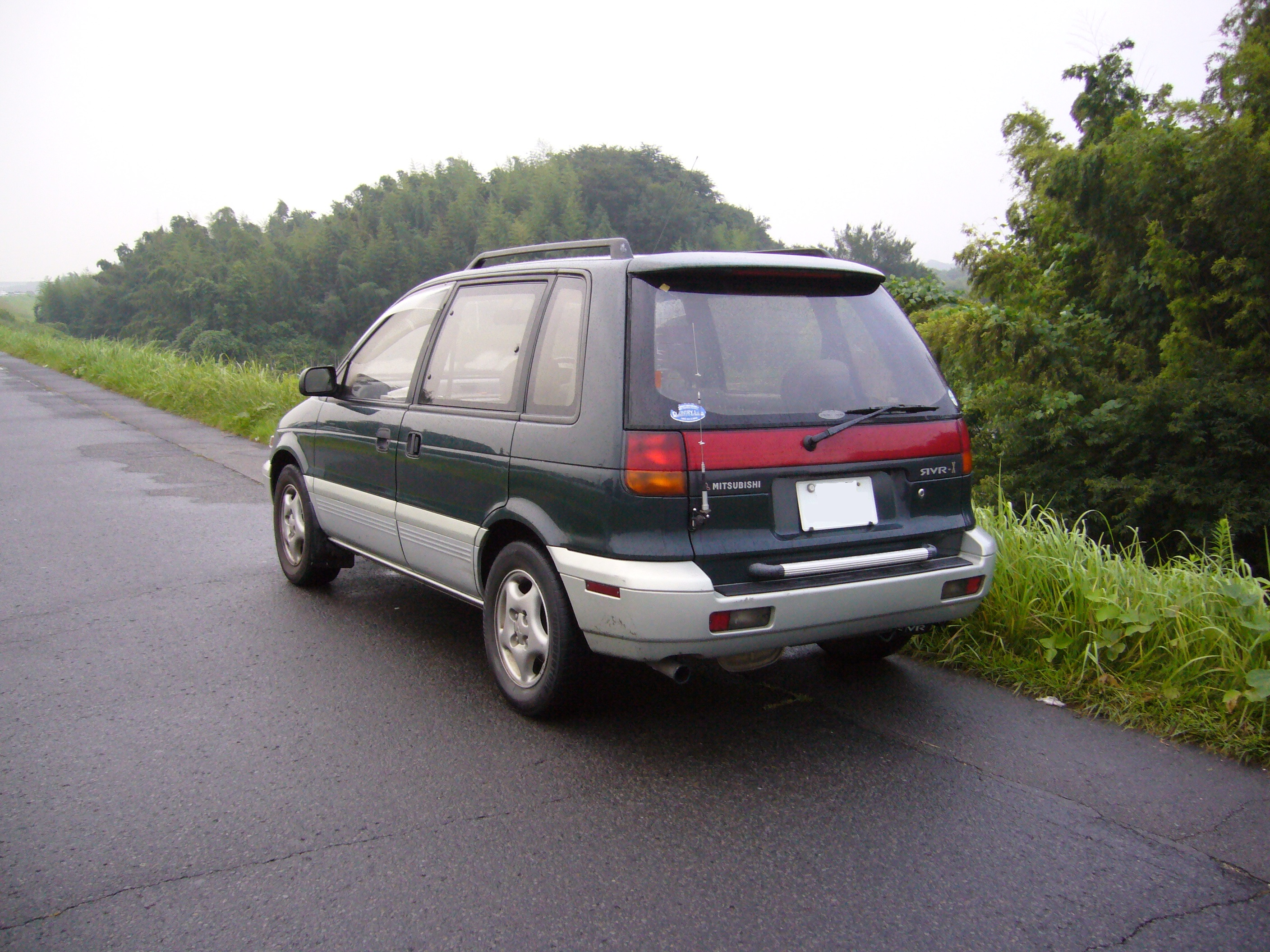
標準車体Xグレード（1994年式・リア）
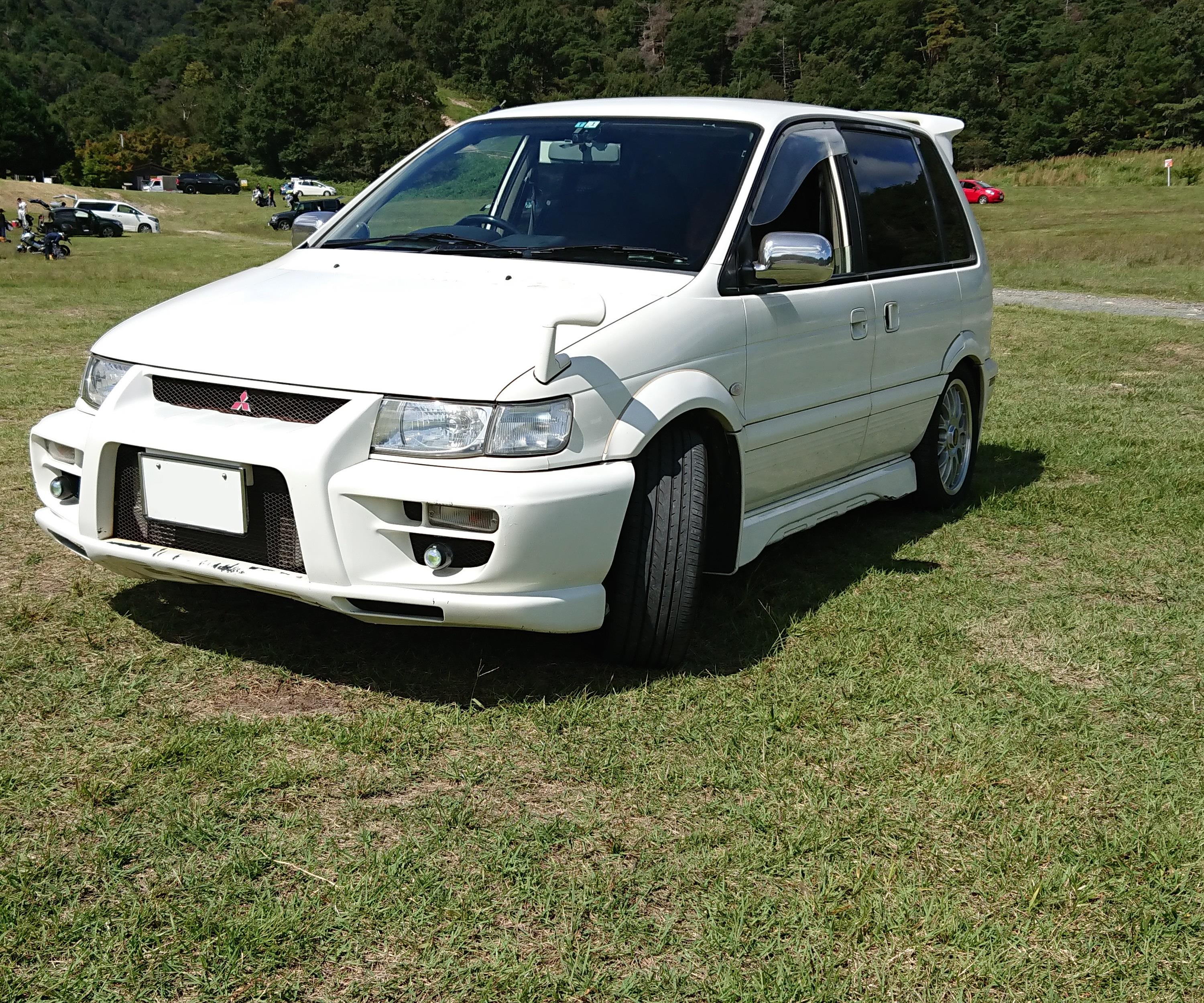
ハイパースポーツギア（1997年式・左サイド）
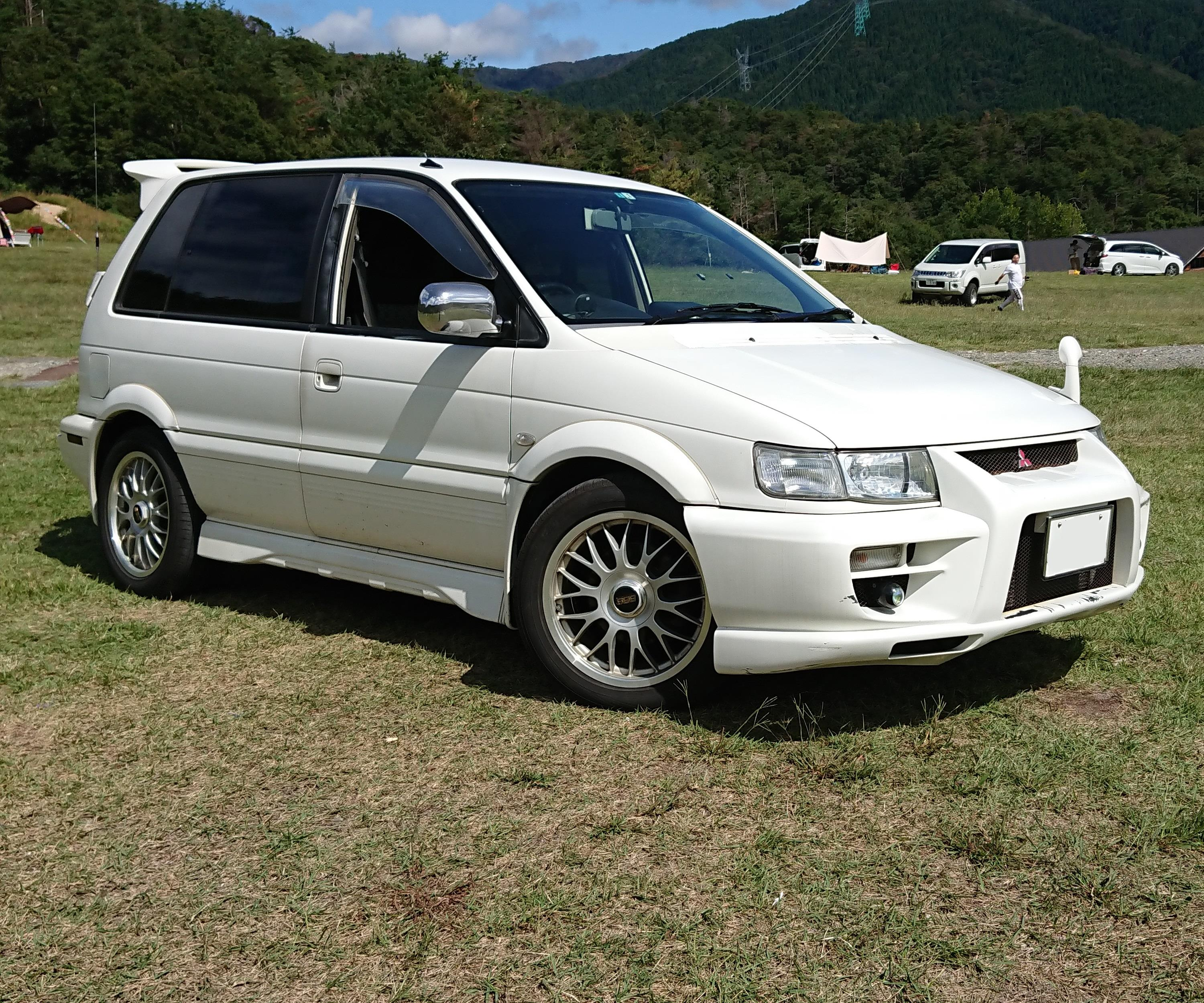
ハイパースポーツギア（1997年式・右サイド）
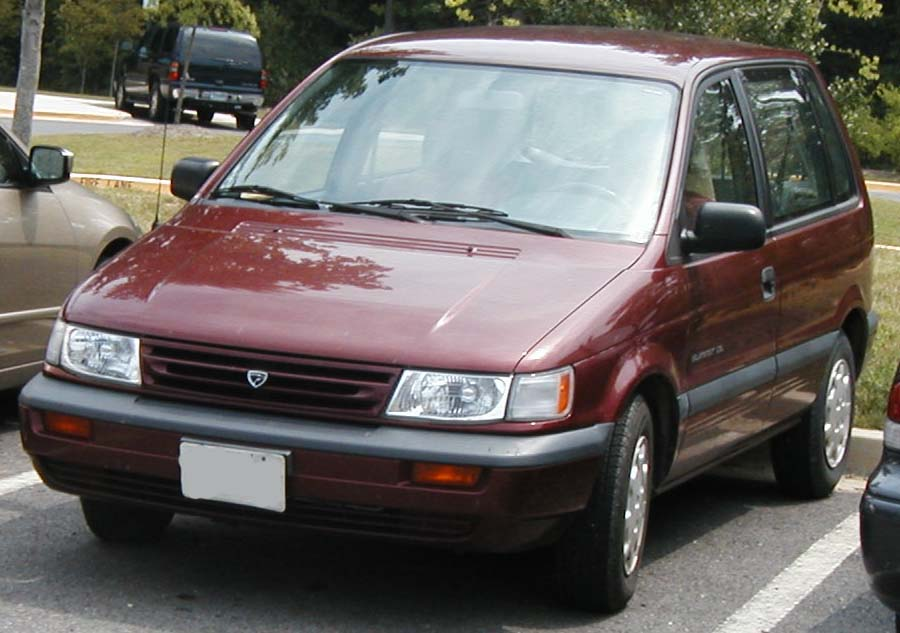
イーグル・サミットワゴン
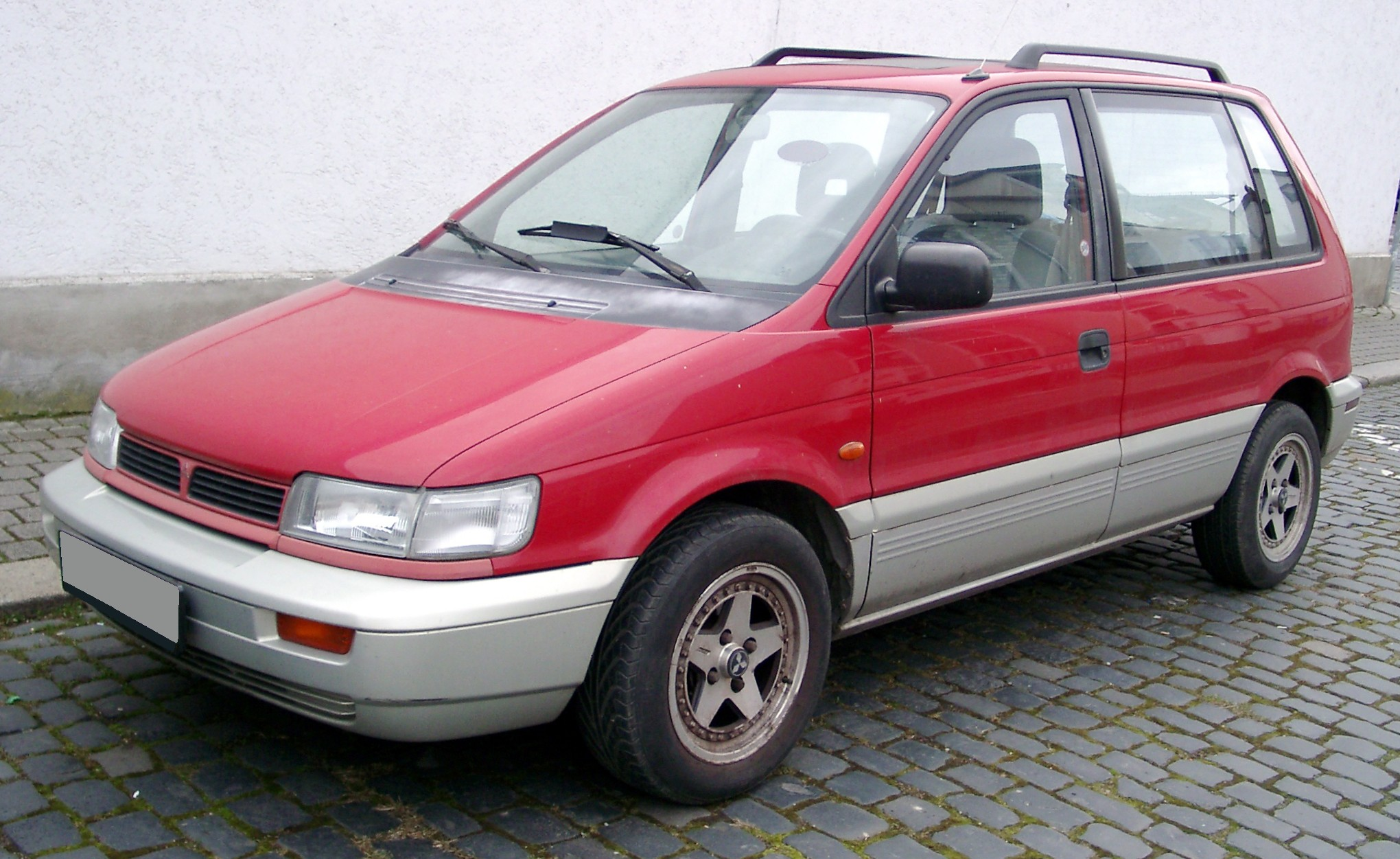
欧州仕様:スペースランナー
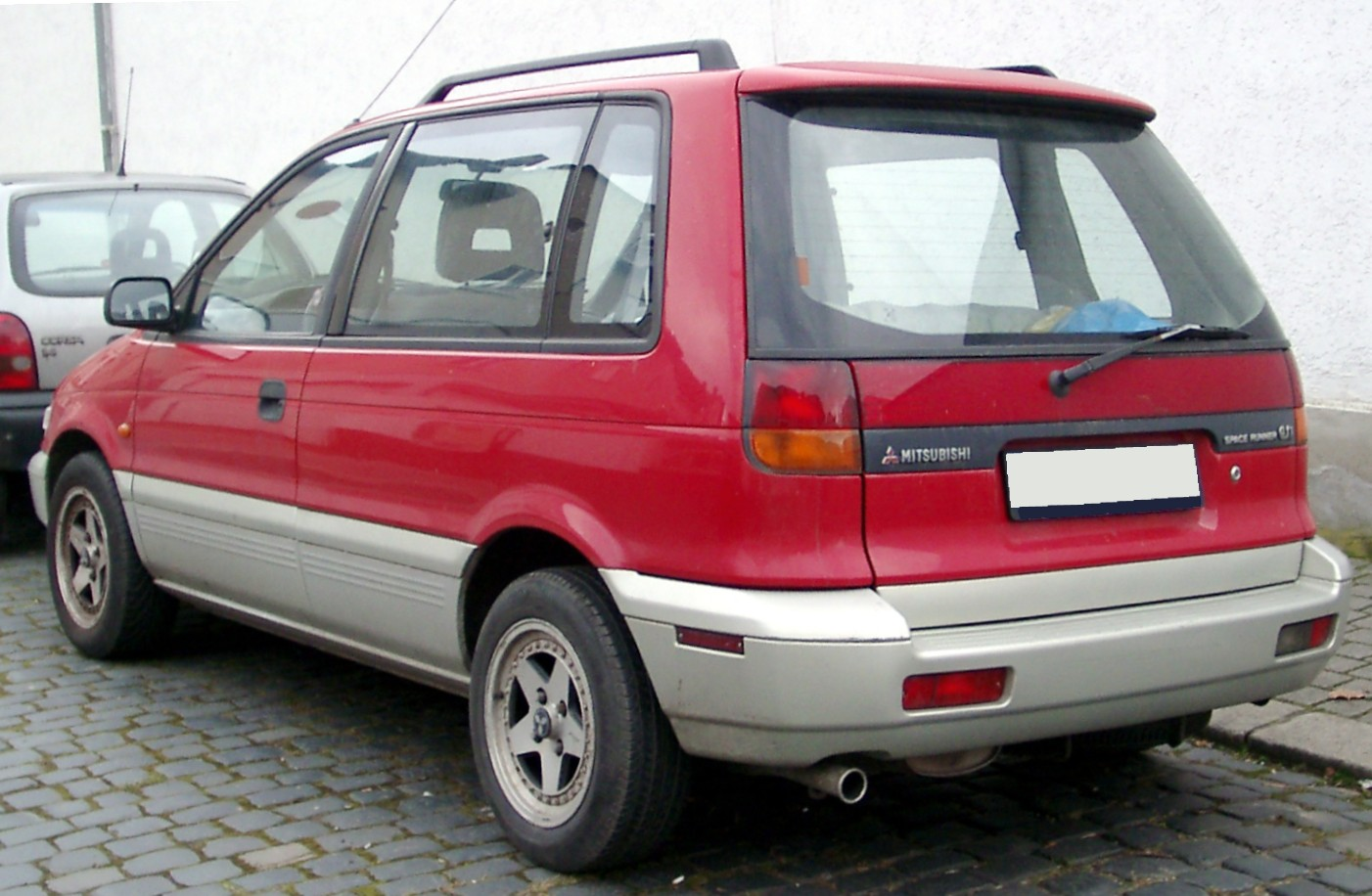
欧州仕様:スペースランナー（リア）
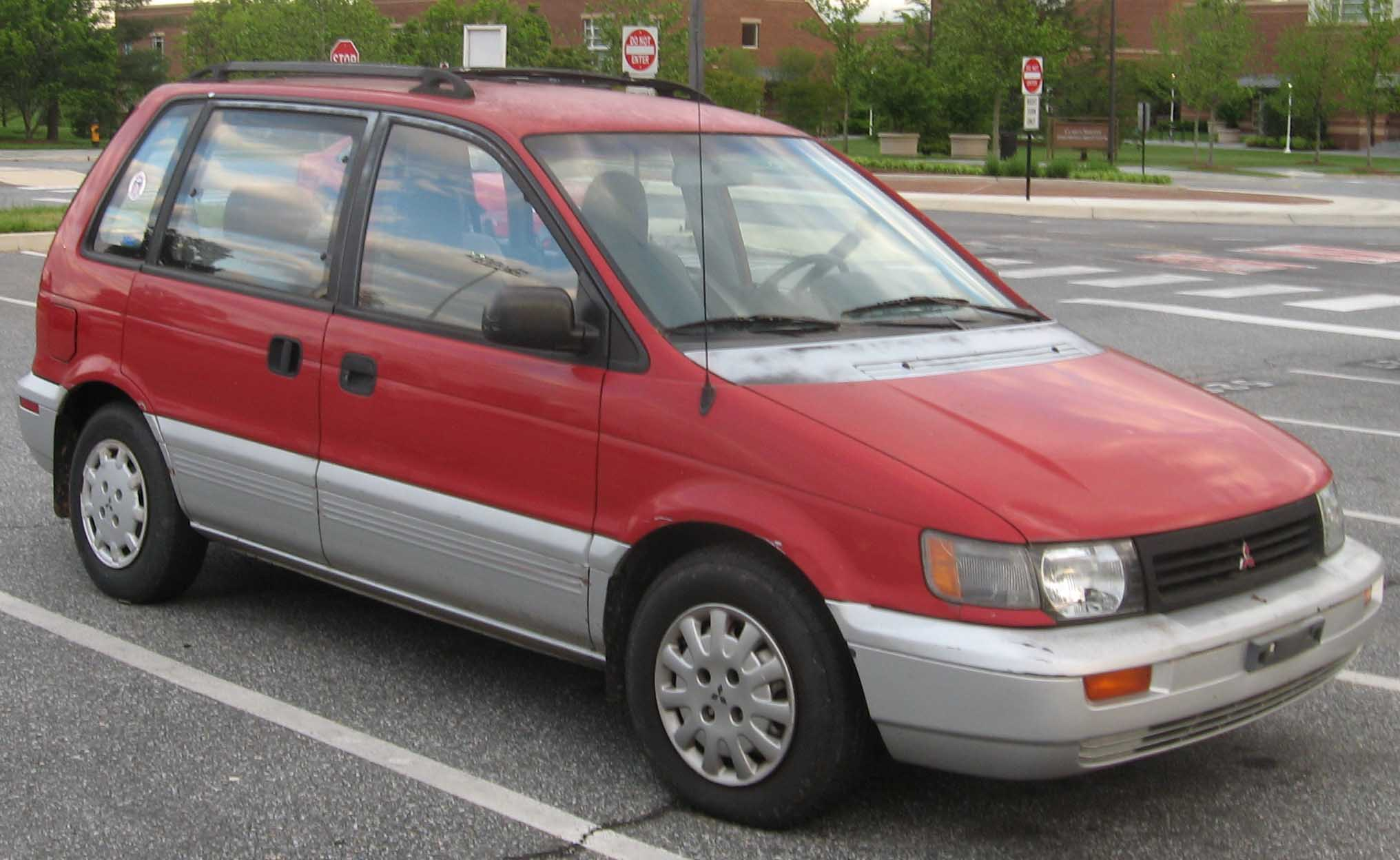
米国仕様:Expo LRV

## 2代目（1997年-2003年）N61W/N64WG/N71W/N73WG/N74WG型
先代同様、シャリオグランディスのシャシーを短縮して流用した。シャリオグランディスは全車3ナンバーサイズになったが、RVRは5ナンバーでミニバンスタイルの「GDI RVR」と、3ナンバーでクロスオーバーSUVスタイルの「RVR スポーツギア」の2種類が設定された。先代の特徴であったロングスライドシートやリアスライドドアなどの機構は踏襲されているが、ウォークスルーを実現するため、シフトレバーはフロアシフトからインパネシフトに改められた。
1999年のマイナーチェンジ時に、当時売れ行き好調であったシャリオグランディスの意匠を思い起こさせる大幅なフェイスリフトが行われた。また要望の多かった両側スライドドア車も新設定された。スポーツギアはスペアタイヤキャリアや若干高められた車高等、オフロード色を2代目においても前面に出していたが、その後オンロードを重視した意匠の「スポーツギア・エアロ」が設定され、若者を中心にした新たな購買層開拓を図った。
グレードは標準タイプの「X」（後期は「エクシード」）とスポーツタイプの「スポーツギア」に大きく分類され、標準タイプの「X」は1.8L GDIエンジンを、「スポーツギア」は2.4L GDIエンジンもしくは、ランサーエボリューションと同じ2L 4G63型ターボエンジン（250 PSにデチューン）を搭載した。なお、最強モデルの「スポーツギアX3」は、レベライザー付きキセノンヘッドライトや本革巻ステアリング・シフトノブ、ナスカの地上絵のハチドリの模様が織り込まれたオリジナルシートなどが奢られていた。
本モデルは他ブランドへのOEM供給は行われなかったが、欧州では三菱ブランドからスペースランナー（Space Runner）として販売された。

### 年表
- 1997年11月 - フルモデルチェンジ。

当初は「RVR」は「X」・「X2」・「X2タイプS」の3グレード、「RVRスポーツギア」は「2.0X3」・「2.4X」・「2.4X2」の3グレードとなった。「X2」・「X2タイプS」には5人乗り仕様も設定された。なお、5MT車は「スポーツギアX3」のみとなった。
- 1998年6月2日 - 「X」をベースに、ボディ同色の電動格納式ドアミラー・ドアハンドル、メッキのフロントグリルを採用して見栄えを向上させ、AM/FMラジオ+カセットステレオ+4スピーカーやマルチモードキーレスエントリーシステムを装備した「Xリミテッド」と「X2（4人乗り仕様）」をベースに、「Xリミテッド」と同等の外観やAM/FMラジオ+カセットステレオ+4スピーカー、オートエアコンなどを装備した「X2リミテッド」を追加。
- 1999年1月13日 - 最上級グレード「スーパーエクシード」を追加。
- ブラウンの内装色に専用のシート生地、木目調のセンターパネルやメッシュ調のアルミホイールなどを採用し高級感を演出した他、三菱マルチコミュニケーションシステム（MMCS）、GDI ECOランプ、フルオートエアコン、電動格納式リモコンドアミラー、マルチモードキーレスエントリーシステムを備えた。
- 1999年2月26日 - 「X2」・「X2タイプS」（共に5人乗り仕様）をベースに、フィッシングツールを機能的に収納できるラゲッジボックス、ロッドケース、マグネット式ロッドスタンド、撥水シートカバー、ハザード機能付ハンディライト、温冷蔵庫、小型ライト付ポータブル電源を装備したスポーツフィッシングを楽しむための特装車「フィッシングギア」を発売。
- 1999年5月12日 - 特別仕様車「EXCEED サンルーフリミテッド」を発売。
- 「X2リミテッド」をベースに電動チルト&スライドサンルーフ、音声ガイド付きナビゲーション（MMCS）、TVチューナー、GDI ECOランプ、15インチアルミホイール、運転席アームレスト、ルーフレールなどを標準装備した。
- 1999年10月4日 - マイナーチェンジ。

「RVRスポーツギア」は外装をエアロタイプに一新し、内装をスポーティな印象に仕上げたオンロード志向モデル「エアロ」を追加。リアドアを両側スライドドアに変更し、運転席センターアームレストとGDI ECOランプも装備された。なお、既存グレードは「X3」のみに整理するとともに新グレードの「エアロ」には従来設定がなかった2WD車を追加した。
「RVR」はグレード体系を「X」・「エクシード」・「スーパーエクシード」の3グレードに整理。「エクシード」と「スーパーエクシード」は両側スライドドアを採用すると共に、外内装のデザインも変更された。また、GDI ECOランプと運転席センターアームレスト（後者は「X」を除く）を標準装備した。
なお、マイナーチェンジに伴い、5MTの設定がなくなり、5人乗り仕様の設定も「エクシード」のみに縮小された。
- 2000年7月3日 - 特別仕様車「ナビリミテッド」および「スポーツギア エアロ ナビリミテッド」を発売。

前者は「エクシード」をベースに、MMCSを標準装備しながらベース車よりも10万円安い価格設定とした。後者は「スポーツギア エアロ」をベースにMMCS、ディスチャージヘッドランプ、AM/FMラジオフルロジックカセット、6スピーカーを装備しつつ価格上昇を抑えた。
- 2000年12月1日 - 特別仕様車「エクシードL」を発売。

リア両側スライドドア、スライドドアアクティブパワーロック、15インチアルミホイール、マルチモードキーレスエントリーシステム、セーフティ機構付ワンタッチ式パワーウインド、プライバシーガラス、運転席アームレストなど機能を充実する一方、ユーザーが自由に選択できるようにナビゲーションシステムを非装着とした。
- 2002年8月[6] - オーダーストップに伴い生産終了。在庫対応分のみの販売となる。
- 2003年1月 - 在庫対応分がすべて完売し、販売終了。

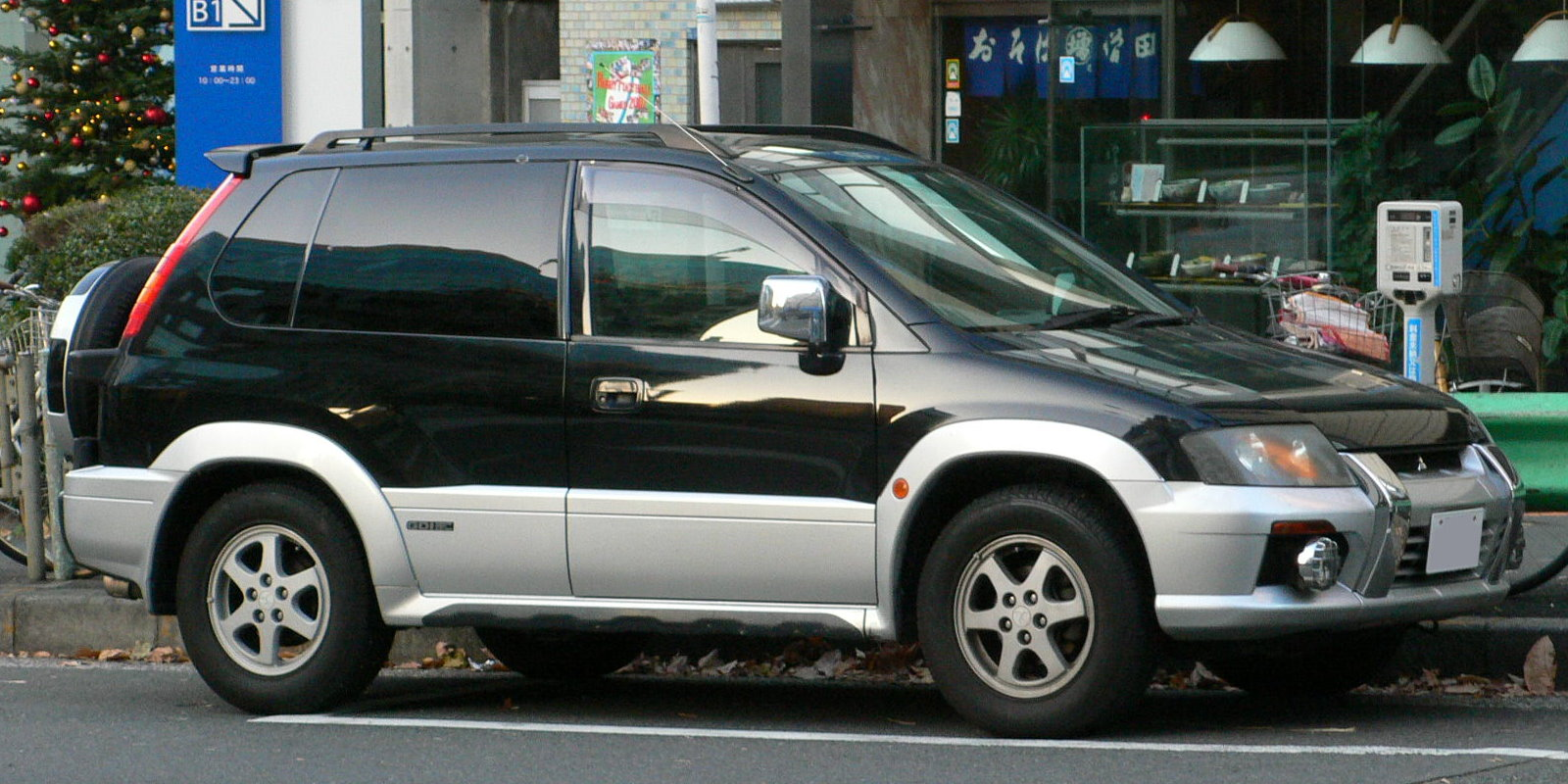
2代目RVRスポーツギア（前期型、1997年11月 -1999年10月）
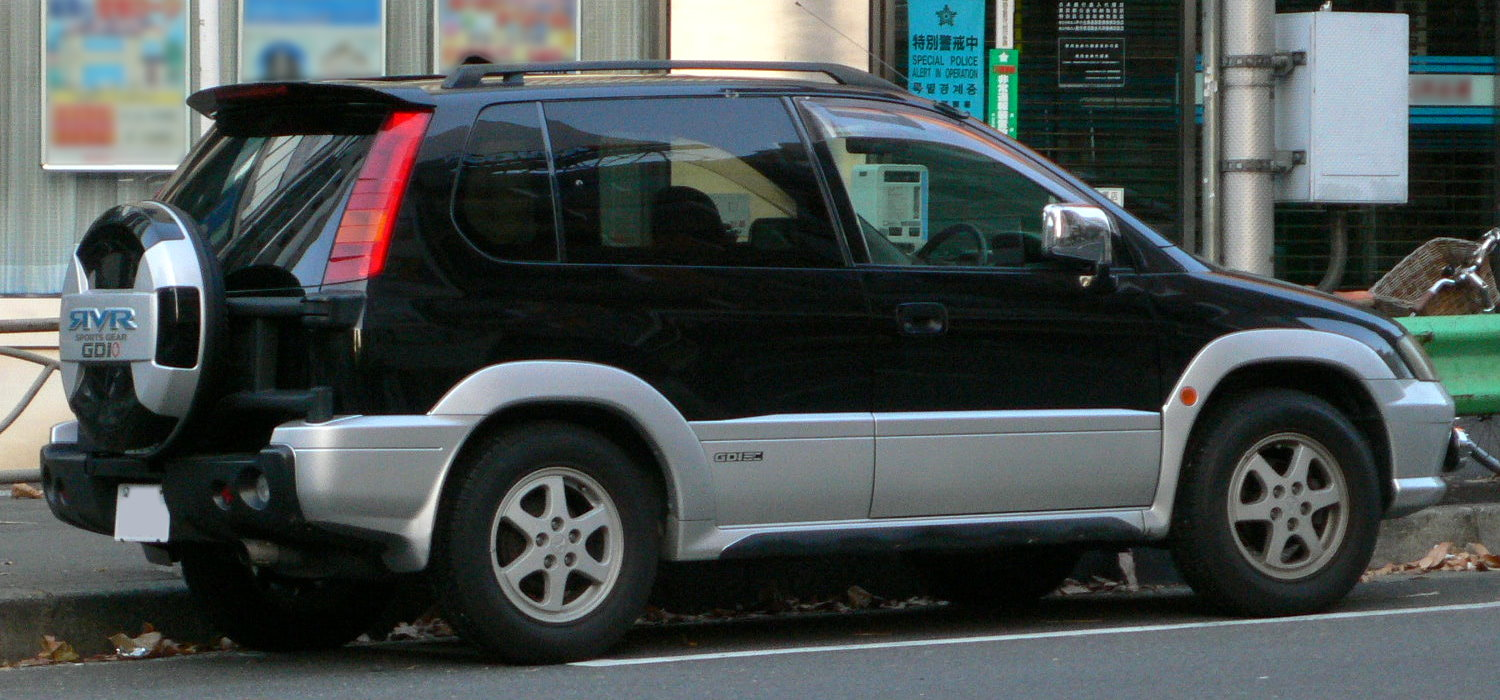
2代目RVRスポーツギア（前期型・リア）

## 3代目（2010年 - ）GA3W/GA4W型
三菱自動車は2009年12月3日、2007年のフランクフルト・モーターショーで初めて披露された『Concept-cX』をベースに、2010年春市場に投入する予定の新型コンパクトSUVを日本では「RVR」として販売すると発表した。これにより8年ぶりに「RVR」の名が復活した。
従来のRVRとはコンセプトが大きく異なる本モデルにおいてその名を復活させた理由については、時間と経費をかけずに売り込むことができる方法を思案した結果、三菱の持っている資産（登録商標やブランドイメージ）を活用するのが得策と考えたからだという。
フロントデザインは、ギャランフォルティスやアウトランダーの北米仕様などと共通の「ジェットファイターグリル」と呼ばれるデザインモチーフを用いている。ボディには、衝突安全強化ボディRISE（ライズ）が採用された。RISEは、高エネルギー吸収構造と高耐力キャビン構造と高張力鋼板の採用で、正面衝突をはじめオフセット衝突、側面衝突、後面衝突など、全方向の衝突安全性を飛躍的に向上させている。
パワートレインはギャランフォルティスにも搭載される1.8 L「MIVEC」DOHC・16バルブエンジンの4B10型に「INVECS-III」6速スポーツモードCVTを組み合わせた。減速エネルギー回生システム（高効率発電制御）や電動パワーステアリング、空力性能の向上をはじめとする細部にわたる低燃費化技術の採用で、「平成17年基準排出ガス75%低減レベル（☆☆☆☆）」と「平成22年度燃費基準+15%」を同時に達成した。のちに日本仕様は4J10型 1.8L 直列4気筒SOHC16バルブを採用した。このエンジンはSOHCでありながら従来のDOHCエンジンと同等の性能を持ち、さらにアイドリングストップシステム「オートストップ&ゴー（AS&G）」と組み合わせることで、「平成17年基準排出ガス75%低減レベル（☆☆☆☆）」に適合し、「平成27年度燃費基準」を達成した。
なお、欧州仕様であるASXは、同じDOHC・16バルブでも4N13型コモンレール式ターボディーゼルとなり、トランスミッションに6速MTが組み合わされる。
フロントにマクファーソンストラット式、リアにマルチリンク式を採用している。ギャランフォルティスと同じく電子制御4WDを採用している。電子制御4WDは燃費の良い「2WD」、路面状況や走行条件に応じて、前後に駆動力を適切に配分する「4WDオート」、強力なトラクションが得られる「4WDロック」の3モードを選択することができる。
日本国外においては、欧州、南米諸国、オーストラリア、ジャマイカ、中国、台湾、ロシア、ブラジルではASX（Active Sports Crossover（＝X-over）の略）、アメリカではアウトランダースポーツ、韓国とカナダでは日本と同じRVRとして販売された。
| 機関       | 国             | 試験年 | 評価                         | 備考                                         |
| ---------- | -------------- | ------ | ---------------------------- | -------------------------------------------- |
| JNCAP      | 日本           | 2010年 | ★★★★★★                       | 最高評価                                     |
| ユーロNCAP | ヨーロッパ     | 2011年 | ★★★★★                        | 最高評価                                     |
| ANCAP      | オーストラリア | 2010年 | ★★★★★                        | 最高評価                                     |
| C-NCAP     | 中国           | 2013年 | ★★★★★                        | 最高評価は★★★★★+。但し、今まで該当車種なし。 |
| IIHS       | アメリカ       | 2011年 | 2012トップセーフティピック   | 最高評価                                     |
| IIHS       | アメリカ       | 2012年 | 2013トップセーフティピック＋ | 2年連続で最高評価                            |
| IIHS       | アメリカ       | 2013年 | 2014トップセーフティピック   | 3年連続で最高評価                            |

### 年表
- 2010年2月17日 - 発売。

夜間走行時に安全運転を支援する大光量で幅広い配光の「スーパーワイドHIDヘッドライト」や、昼間は開放感を、夜間はムーディな室内空間を演出する、「パノラマガラスルーフ（LEDイルミネーション付）」、洗練されたエンジン始動を実現する「エンジンスイッチ」を新たに採用した。
インテリアは黒色基調の室内に手触りの良いソフトパッドや、銀色メッキ装飾をあしらった。さらに地上デジタルテレビ放送対応フルセグチューナー内蔵のHDDナビゲーションシステム、携帯音楽プレーヤーの接続をはじめ、USB/Bluetoothなどによる外部機器との接続通信ができる「Link System」も設定した:。
このクラスのライバルである日産・デュアリス（キャシュカイ）に関してはメーカー自身がベンチマークと言い切るほど強く意識している。月間販売目標は1,500台と発表されている。
3代目RVRは5年目以降の車検入庫時に保証延長点検（24か月定期点検相当）を受けることを条件に適用される「最長10年10万km特別保証延長」の対象車種となっており、保証延長サービス開始前に購入したユーザーでも発売日まで遡って適合される。
- 2010年4月27日 - PSAグループとの間で、アウトランダーに続き本モデルをOEM供給することで合意[11]。プジョー・4008、シトロエン・C4エアクロスとして販売される。
- 2010年7月14日 - 「M」をベースに、スーパーワイドHIDヘッドライトとメッキフロントグリルを標準装備した特別仕様車「BEAM Edition」を発売。
- 2010年8月24日 - 中国にて三菱ASXとして発売開始。現地生産ではなく輸入車として販売。
- 2010年12月2日 - 特別仕様車「1st Anniversary Edition」を発売。

「M」、「G」をベースに、地上デジタルチューナー内蔵7インチワイドディスプレイHDDナビゲーション（MMCS）+6スピーカー、ビルトインETCユニットを特別装備。さらに、「M」は「G」に標準装備されているフルオートエアコン、オーディオスイッチ付本革ステアリングホイール&本革シフトノブ、前後スライド式アームレスト&コンソールトレイも装備された。
- 2011年6月2日 - 同社のオプションエアロブランドで人気の高いドレスアップ仕様の特装車「ROADEST（ローデスト）」を発売。

「M」・「G」をベースに、グリル一体型専用フロントエアロバンパー（フォグランプ・LEDデイライト組込）、専用リアエアダム（ステンレス製ヒートプロテクター組込）を採用し、テールゲートには「ROADEST」エンブレムを装着。インテリアではブラックのクロスファブリックとシルバー&ブラックのスウェード調ニットを組み合わせた専用シートを採用するとともに、エアコンダイヤルとドライブモードセレクター（4WD車のみ）のリング部にはクロームメッキを採用した。また、「ROADEST M」は上級グレードの「G」に標準装備されているメッキタイプのベルトラインモール、ヒーター/ウインカー付リモコンドアミラー、マフラーカッター、エンジンスイッチ+キーレスオペレーションシステム、ハイコントラストメーター、本革巻きステアリングホイール&シフトノブ、フルオートエアコンを標準装備。「ROADEST G」はインパネセンターパネルとシフトパネルにブラック塗装を採用した。
- 2011年10月20日 - マイナーチェンジ。

「M」と「G」に新開発の「4J10」エンジンを搭載。4J10はボア・ストローク、及び最高出力は従来の4B10と同じだが、MIVECの動作機構を変更し、DOHCからSOHCに変更することでエンジン重量とフリクションロスを抑えた。同時に、日本国内のSUVでは初となるアイドリングストップシステム「オートストップ&ゴー（AS&G）」も採用することで「平成22年度燃費基準+25%」を達成した。
装備面では、自動防眩機能と後退時に後方が映し出される3.3インチリヤビューモニター付ルームミラーをオプション設定するとともに、「M」「G」の2WD車にはアクティブスタビリティコントロール（ASC）とヒルスタートアシストを標準装備（4WD車は従来から標準装備）。「G」はさらにメーターリング部・オートエアコン操作ダイヤル・ドライブモードセレクター（4WD車のみ）をクローム化した。このほか、ブレーキオーバーライド制御が新採用され、前後ショックアブソーバー・電動パワーステアリングを改良、シート生地や16インチホイールカバーのデザインも変更された。
なお、「E」は2WD車のみの設定になり、「M」・「G」はエンジンの置換に伴って車両型式がGA4W型に変更となった。
- 2011年12月 -「ASX」として台湾での発売を開始。
- 2012年3月 - CXCモータースを通じて韓国での発売を開始。名称は日本と同じ「RVR」である。
- 2012年10月18日 - マイナーチェンジ。【2型】に移行。

前後バンパーのデザインや造形を変更するとともに、前後バンパー下部とサイドシルガーニッシュをボディ同色からブラックに変更。HID車はヘッドライトのインナーがブラックからメッキに変更された。
ボディカラーはカワセミブルーメタリックとコスミックブルーマイカを廃止して、クォーツブラウンメタリックを追加し6色に整理した。インテリアではメインシート生地の柄を変更するとともに、フロントドアトリムのピンモールとメーターリングをクロムメッキ化したほか、ステアリングホイールの形状を変更した。
CVTにはアクセル操作に対してエンジン回転数と車速がリニアに追従することでCVT特有の滑り感を減少させる制御技術を採用して加速性能を高め、シャシーはリヤサスペンションのトレーリングアームの形状を見直し、サスペンションアームのレイアウトを最適化。同時にショックアブソーバーやスタビライザーのチューニングを行ったことで操舵安定性と乗り心地を高めた。
さらに、廉価グレードの「E」ではエンジンを「M」や「G」と同じ4J10型に置換し、アイドリングストップ機構「AS&G」を標準装備したことで燃費を大幅に向上して「平成27年度燃費基準」を達成するとともに、アクティブスタビリティコントロール（ASC）とヒルスタートアシストを標準装備した。
- 2013年7月18日 - 一部改良。

「G」に装備されているウィンカー付ドアミラーの形状を変更したことで風切り音を低減し、静粛性を向上。そのほか、全車でサスペンションのチューニングを行い、後席シートバックの形状を変更。さらに、4WD車は寒冷地仕様を標準装備化した。
- 2013年7月26日 - ブラジルの委託先ならびに総代理店であるMMC Automotores do Brasil Ltda.のカタロン工場にて現地生産を開始。それに伴い、販売車両を日本からの輸入を現地生産分に切り替えた[12]。
- 2014年4月25日 - 一部改良[13]。

CVTのギヤ比幅を拡大したことで加速性能と燃費を向上。これにより、「G」の4WD車は「平成27年度燃費基準+10%」を、「M」の4WD車は「平成27年度燃費基準」をそれぞれ達成した（2WD車は従来通り「平成27年度燃費基準」達成）。併せて、電動パワーステアリングとサスペンション設定を最適化したことで操舵安定性と乗り心地も向上した。
外観ではフロントバンパーの左右下部にあるフォグランプベゼルにLEDデイライトが組み込まれ、新デザインの17インチアルミホイール（切削光沢仕上げ）を採用。フロントフェンダーに装着されていたサイドアンダーミラーはドアミラーと一体化することで廃止。ボディカラーは「クォーツブラウンメタリック」と入れ替えで「ライトニングブルーマイカ」を追加。内装ではセンターパネルを「E」と「M」はカーボン調、「G」はピアノブラック調にそれぞれ変更した。
- 2015年4月16日 - 一部改良。

本革巻ステアリングホイールにメッキとピアノブラックの加飾を施し、グリップシェイプを追加（「G」「ROADEST G」 に標準装備、「M」「ROADEST M」 に メーカーオプション設定）したほか、全グレードでステアリングホイールのスリーダイヤマークをシルバーからメッキに変更。また、ベーシックグレードの「E」を廃止した。
- 2015年7月13日 - 英国仕様車が一部改良して発売開始。

従来の4N13 1.8Lターボディーゼルに代わり、新たにEURO 6 自動車排出ガス規制対応の1.6L Di-Dターボディーゼルが設定された。最高出力112bhp、CO2排出量は119g/kmとなる。
- 2016年6月15日 - 国の燃費試験で使う「走行抵抗値」を机上計算し、燃費を良く見せるデータの改竄を行っていたことが発覚[16]。
- 2016年8月30日 - 燃費に偽装があり実際よりも良い数値を届け出していた旨発表。これにより、当分の間、製造停止、および販売を停止。同時にホームページも一時閉鎖。
- 2016年9月9日 - 現行モデル（2015年4月一部改良モデル）において燃費値を修正。これにより、燃費基準ラベルが変更となり、「G」の4WD車は平成27年度燃費基準達成に、「G」の2WD車及び「M」は平成27年度燃費基準未達成（燃費基準ラベルなし）となった。
- 2017年2月9日 - 【3型】へとマイナーチェンジ（2月16日発売）[17]。

クロスオーバーSUVでは2代目・後期型アウトランダーに次いでの採用となるフロントデザインコンセプト「ダイナミックシールド」の採用によりフロントフェイスが刷新され、中央のブラックフェイスをバンパーの左右コーナー部とアンダーガードの3方から包み込むようなプロテクト形状となった。また、ルーフアンテナをシャークフィンタイプに変更した。
「G」はシート生地も変更し、レッドステッチを施した。
今次マイナーチェンジに伴い「ROADEST」が廃止され、「M」と「G」の2グレードに集約された。なお、この3型モデルはわずか約8か月間しか発売されなかった。
- 2017年10月5日 - 一部改良【4型】。同時に特別仕様車「ACTIVE GEAR」を発表（一部改良モデルは同日より、「ACTIVE GEAR」は11月16日より順次発売）[18]。

外観はバンパー（フロント・リアとも）とフロントグリルのデザインが変更され、テールゲートにメッキガーニッシュを施した。また、LEDデイライトを採用し、「M」はメーカーオプション設定、「G」は標準装備とした。ボディカラーは銀系の「クールシルバーメタリック」を「スターリングシルバーメタリック」に差し替えた。
内装はセンターパネル、シフトポジションインジケーターパネル、フロアコンソールのデザインが変更されるとともに、フロアコンソールニーパッドを追加。また、スマートフォントレイを追加するとともに、メーカーオプションの7インチWVGAディスプレイメモリーナビゲーション（MMCS）にUSBポート（インパネ下部）を装備した。「G」はパワーウィンドウスイッチパネルにシルバー塗装を施し、座面および背もたれ面にスエード調人工皮革を採用したコンビネーションシートをメーカーオプション設定した。
衝突被害軽減ブレーキシステム（FCM）、車線逸脱警報（LDW）、オートハイビーム（AHB）の3点で構成された予防安全技術「e-Assist」も採用され、「M」にメーカーオプション、「G」に標準装備された。
メーカーオプションのディスプレイオーディオにCarPlayやAndroid Autoに対応したスマートフォン連携機能が追加され、MMCSの場合同様にUSBポート（インパネ下部）を装備した。また、ダッシュパネル、ヘッドライニング、テールゲートトリムなどに吸音素材が追加され、「G」にはクルーズコントロールを標準装備した。
特別仕様車「ACTIVE GEAR」はデリカD:5、アウトランダーに次いで設定されるもので、「G」をベースに、外観はLEDデイライトカバーとウインカー付電動格納式リモコンドアミラーをオレンジに、フロントスキッドプレート、17インチアルミホイール、ベルトラインモールをブラックとしたほか、ベース車ではメーカーオプション設定のルーフレールを標準装備し、テールゲートに専用デカールを装着した。内装は随所にオレンジのステッチを配し、ヒーターコントロールダイヤルをオレンジに、パワーウインドウスイッチパネルをブラックに変更。さらに、ベース車ではメーカーオプション設定のコンビネーションシートを標準装備し、ステッチの色をオレンジとシルバーに変更。ドアトリムには合成皮革が採用された。機能面ではベース車ではメーカーオプション設定のスマートフォン連携ディスプレイオーディオをはじめ、フロントシートヒーターや運転席パワーシートも標準装備した。さらに、本仕様車専用のディーラーオプションとして、外観のデカール類やパーツ、専用フロアマットで構成された「ACTIVE GEAR コンプリートパッケージ」も設定した。
- 2017年12月20日 - 生産拠点を岡崎製作所から水島製作所に移管[19]。同社のエクリプスクロスの生産が岡崎製作所で開始されたことに伴う処置で、同製作所でのRVRの生産は年度内に終了する。
- 2018年9月6日 - 一部改良された[20]。

「e-Assist」が、従来はメーカーオプションとして設定されていた「M」にも標準装備化され、全車標準装備となった。併せて、後側方（レーンチェンジアシスト機能付）と後退時の車両検知警報システム（以下、BSW/LCA及びRCTA）を全車にメーカーオプション設定された。
2017年11月に発売された特別仕様車「ACTIVE GEAR」についても、BSW/LCA及びRCTAのメーカーオプション設定の追加を受け、継続販売される。
- 2019年8月22日 - 【5型】へと一部改良された[21]。

外観は2017年2月のマイナーチェンジより導入されている「ダイナミックシールド」が進化され、パンパーのプロテクトを左右から中央に向かって包み込む形状に、フロントグリル部を水平・垂直基調のスクエアなラインで構成され、フロントフェイスに厚みを持たせた。フロントランプは視認性向上のため、ターンランプをヘッドランプから独立させ、フォグランプと共にバンパーサイドに配置した。リアはテールランプが水平基調デザインに変更され、バンパーサイドにブラックのガーニッシュを追加。「G」は新デザインの18インチアルミホイールが採用された。ボディカラーは赤系色の「レッドメタリック」を「レッドダイヤモンド（有料色）」に入れ替え、新色の「サンシャインオレンジメタリック（有料色）」を追加して7色展開となった。
内装は「G」においてシート生地に幾何学パターンが採用され、室内天井がブラックに変更された。新たにAndroidスマートフォンやiPhone用のUSBポートを設けてAndroid AutoやApple CarPlayに対応した8インチスマートフォン連携ナビゲーションをメーカーオプション設定し、「e-Assist」に前進時の誤発進抑制機能を追加、INVECS-III6速スポーツモードCVTにスポーツモードの常時設定を可能にするMポジションが新たに設けられた。
なお、今回の一部改良により、排出ガスと燃料消費率がWLTCモード走行に対応し、「平成30年排出ガス基準50%低減レベル（☆☆☆☆）」認定を取得した。
- 2019年12月12日 - 特別仕様車「Black Edition」が発売された[22]。

「G」をベースに、外観はフロントグリルをピアノブラック塗装とブラックを組み合わせた専用デザインとし、18インチアルミホイールをブラック塗装にするとともに、LEDターンランプ付電動格納式リモコンドアミラーをブラックマイカ、ベルトラインモールをブラックとしたほか、ベースグレードではメーカーオプション設定のルーフレールが標準装備された。
内装はベースグレードではメーカーオプション設定となるスエード調素材と合成皮革のコンビネーションシート（赤ステッチ入り）、運転席パワーシート、運転席・助手席シートヒーターを標準装備したほか、赤ステッチが施された専用本革巻のステアリングホイール・シフトノブ・パーキングブレーキレバーが装備された。また、ブラック内装に合わせてパワーウインドウスイッチパネルがブラックに統一され、ペダル類（アクセル・ブレーキ）はアルミペダルとした。
ボディカラーは5色が設定される。
- 2021年7月15日 - 一部改良【6型】[23]。

フロアコンソールボックス後席側に充電用USBポート（Type-A/C）が追加され、「G」は従来メーカーオプション設定だったBSW/LCA及びRCTAが標準装備化された。
ボディカラーは白系（有料色）の「ホワイトパール」を高輝度塗装の「ホワイトダイヤモンド」に入れ替えた。
「BLACK Edition」はカタロググレードへ格上げされ、「G」と同等の改良に加え、コンビネーションシートの座面および背もたれ面のスウェード調素材の撥水機能を追加。ボディカラーは白系の入れ替えに加え、従来は設定不可だった「ライトニングブルーマイカ」と「スターリングシルバーメタリック」の設定が可能となった。
- 2022年3月17日 - 純正アクセサリーに日本国内でのブランド復活を果たした「ラリーアート」を追加[24]。

RVR用には、フロントとリアのスキッドプレートをセットにした「RALLIARTスキッドパッケージ」をはじめ、マッドフラップ、サイドデカール、大型テールゲートスポイラー、フロアマットがラインナップされる。
- 2023年2月24日 - 一部改良【7型】[25]。

BSW/LCA及びRCTAを「M」にも拡大して標準装備するとともに、従来メーカーオプション設定となっていたSRSサイド&カーテンエアバッグが全車標準装備化された。
従来は4WD車のみの設定であった寒冷地仕様（ヒーテッドドアミラー、リアヒーターダクト、ラジエータークーラント寒冷地仕様化）を2WD車にも拡げ、全車標準装備となった。
「M」は外観も変更され、ドアミラーをターンランプ付に変更、ホイールアーチモールの追加、サイドガーニッシュのメッキ加飾追加など、「G」と同様の外観となった。
- 2024年
  - 2月14日 - 販売不振のため、 同年4月を目途に日本国内向けの生産を終了することが報じられた[26]。
  - 4月26日 - 日本国内向けの生産を終了。以後、流通在庫のみの対応となり、在庫がなくなり次第、販売終了となる。
  - 9月30日 - 日本国内向けの販売を終了、および同社の公式ホームページへの掲載を終了。今後の代替は既存のエクリプスクロスの1.5Lガソリンエンジン搭載車がその役割を担うこととなった。

- 2025年1月 - ミツビシ・モーターズ・オーストラリアは、同年3月1日からのADR[注釈 3]改定に伴い、販売を終了すると発表[27][28]。後継は欧州で販売されている三菱・ASX。

海外では2025年型モデルが登場し、アメリカ等で販売している。
基本グレード（特別仕様車除く）
- 全車2WDと4WDが選べる（欧州仕様を除く、日本仕様の「E」は2011年10月より2WDのみの設定）。
- 日本仕様の価格については消費税込、現在製造されているモデルに関しては10%消費税込の価格
- 欧州仕様の価格については1ユーロ＝約125円で換算

| グレード              | 製造年                 | エンジン型式 | エンジン                  | 排気量   | 最大出力       | 最大トルク                 | 変速機   | 牽引能力                  | 駆動方式                  | 価格                                                      |
| 日本仕様              | 日本仕様               | 日本仕様     | 日本仕様                  | 日本仕様 | 日本仕様       | 日本仕様                   | 日本仕様 | 日本仕様                  | 日本仕様                  | 日本仕様                                                  |
| --------------------- | ---------------------- | ------------ | ------------------------- | -------- | -------------- | -------------------------- | -------- | ------------------------- | ------------------------- | --------------------------------------------------------- |
| E                     | 2010年2月 -2012年10月  | 4B10 (MIVEC) | 直列4気筒DOHC16バルブ     | 1,798cc  | 139PS/6,000rpm | 17.5kg・m /4,200rpm        | CVT      |                           | FF 4WD                    | 1,785,000円 (1,995,000円)                                 |
| E                     | 2012年10月 -2015年4月  | 4J10 (MIVEC) | 直列4気筒SOHC16バルブ     | 1,798cc  | 139PS/6,000rpm | 17.5kg・m /4,200rpm        | CVT      | 1,911,600円               | FF 4WD                    |                                                           |
| M                     | 2010年2月 -2011年10月  | 4B10 (MIVEC) | 直列4気筒DOHC16バルブ     | 1,798cc  | 139PS/6,000rpm | 17.5kg・m /4,200rpm        | CVT      | 1,921,500円 (2,184,000円) | FF 4WD                    |                                                           |
| M                     | 2011年10月 -2018年9月  | 4J10 (MIVEC) | 直列4気筒SOHC16バルブ     | 1,798cc  | 139PS/6,000rpm | 17.5kg・m /4,200rpm        | CVT      | 2,058,480円 (2,295,000円) | FF 4WD                    |                                                           |
| M                     | 2018年9月 - 2019年9月  | 4J10 (MIVEC) | 直列4気筒SOHC16バルブ     | 1,798cc  | 139PS/6,000rpm | 17.5kg・m /4,200rpm        | CVT      | 2,104,920円 (2,341,440円) | FF 4WD                    |                                                           |
| M                     | 2019年10月 - 2023年2月 | 4J10 (MIVEC) | 直列4気筒SOHC16バルブ     | 1,798cc  | 139PS/6,000rpm | 17.5kg・m /4,200rpm        | CVT      | 2,143,900円 (2,384,800円) | FF 4WD                    |                                                           |
| M                     | 2023年2月 - 2024年     | 4J10 (MIVEC) | 直列4気筒SOHC16バルブ     | 1,798cc  | 139PS/6,000rpm | 17.5kg・m /4,200rpm        | CVT      | 2,306,700円 (2,534,400円) | FF 4WD                    |                                                           |
| G                     | 2010年2月 -2011年10月  | 4B10 (MIVEC) | 直列4気筒DOHC16バルブ     | 1,798cc  | 139PS/6,000rpm | 17.5kg・m /4,200rpm        | CVT      | 2,187,150円 (2,449,650円) | FF 4WD                    |                                                           |
| G                     | 2011年10月 -2017年10月 | 4J10 (MIVEC) | 直列4気筒SOHC16バルブ     | 1,798cc  | 139PS/6,000rpm | 17.5kg・m /4,200rpm        | CVT      | 2,250,720円 (2,487,240円) | FF 4WD                    |                                                           |
| G                     | 2017年10月 -2019年8月  | 4J10 (MIVEC) | 直列4気筒SOHC16バルブ     | 1,798cc  | 139PS/6,000rpm | 17.5kg・m /4,200rpm        | CVT      | 2,304,720円 (2,541,240円) | FF 4WD                    |                                                           |
| G                     | 2019年8月 -2019年9月   | 4J10 (MIVEC) | 直列4気筒SOHC16バルブ     | 1,798cc  | 139PS/6,000rpm | 17.5kg・m /4,200rpm        | CVT      | 2,272,320円 (2,508,840円) | FF 4WD                    |                                                           |
| G                     | 2019年10月 -2021年7月  | 4J10 (MIVEC) | 直列4気筒SOHC16バルブ     | 1,798cc  | 139PS/6,000rpm | 17.5kg・m /4,200rpm        | CVT      | 2,314,400円 (2,555,300円) | FF 4WD                    |                                                           |
| G                     | 2021年7月 -2023年2月   | 4J10 (MIVEC) | 直列4気筒SOHC16バルブ     | 1,798cc  | 139PS/6,000rpm | 17.5kg・m /4,200rpm        | CVT      | 2,369,400円 (2,610,300円) | FF 4WD                    |                                                           |
| G                     | 2023年2月 -2024年      | 4J10 (MIVEC) | 直列4気筒SOHC16バルブ     | 1,798cc  | 139PS/6,000rpm | 17.5kg・m /4,200rpm        | CVT      | 2,470,600円 (2,698,300円) | FF 4WD                    |                                                           |
| Black Edition         | 2021年7月 -2023年2月   | 4J10 (MIVEC) | 直列4気筒SOHC16バルブ     | 1,798cc  | 139PS/6,000rpm | 17.5kg・m /4,200rpm        | CVT      | 2,503,600円 (2,744,500円) | FF 4WD                    |                                                           |
| Black Edition         | 2023年2月 -2024年      | 4J10 (MIVEC) | 直列4気筒SOHC16バルブ     | 1,798cc  | 139PS/6,000rpm | 17.5kg・m /4,200rpm        | CVT      | 2,604,800円 (2,832,500円) | FF 4WD                    |                                                           |
| ローデスト M          | 2011年6月 -2011年10月  | 4B10 (MIVEC) | 直列4気筒DOHC16バルブ     | 1,798cc  | 139PS/6,000rpm | 17.5kg・m /4,200rpm        | CVT      | FF 4WD                    | 2,236,500円 (2,499,000円) |                                                           |
| ローデスト M          | 2011年10月 -2017年2月  | 4J10 (MIVEC) | 直列4気筒SOHC16バルブ     | 1,798cc  | 139PS/6,000rpm | 17.5kg・m /4,200rpm        | CVT      | FF 4WD                    | 2,377,080円 (2,613,600円) |                                                           |
| ローデスト G          | 2011年6月 -2011年10月  | 4B10 (MIVEC) | 直列4気筒DOHC16バルブ     | 1,798cc  | 139PS/6,000rpm | 17.5kg・m /4,200rpm        | CVT      | FF 4WD                    | 2,428,650円 (2,691,150円) |                                                           |
| ローデスト G          | 2011年10月 -2017年2月  | 4J10 (MIVEC) | 直列4気筒SOHC16バルブ     | 1,798cc  | 139PS/6,000rpm | 17.5kg・m /4,200rpm        | CVT      | FF 4WD                    | 2,563,920円 (2,800,440円) |                                                           |
| 欧州仕様              |                        |              |                           |          |                |                            |          |                           |                           |                                                           |
| ASX Attivo 2WD Manual | 2010年6月 -2022年12月  | 4A92 (MIVEC) | 直列4気筒DOHC16バルブ     | 1,590cc  | 117PS/6,000rpm | 15.7kg・m /4,000rpm        | 5MT      | 1,200kg                   | FF                        | £15,499.00 (約1,945,834円)                                |
| ASX 2 2WD Manual      | 2010年6月 -2022年12月  | 4A92 (MIVEC) | 直列4気筒DOHC16バルブ     | 1,590cc  | 117PS/6,000rpm | 15.7kg・m /4,000rpm        | 5MT      | 1,200kg                   | FF                        | £16,499.00 (約2,071,380円)                                |
| ASX 3 2WD Manual      | 2010年6月 -2022年12月  | 4A92 (MIVEC) | 直列4気筒DOHC16バルブ     | 1,590cc  | 117PS/6,000rpm | 15.7kg・m /4,000rpm        | 5MT      | 1,200kg                   | FF                        | £18,359.00 (約2,304,895円)                                |
| ASX 4 2WD Manual      | 2010年6月 -2022年12月  | 4A92 (MIVEC) | 直列4気筒DOHC16バルブ     | 1,590cc  | 117PS/6,000rpm | 15.7kg・m /4,000rpm        | 5MT      | 1,200kg                   | FF                        | £20,505.00 (約2,574,317円)                                |
| ASX 3 2WD /4WD Manual | 2010年6月 -2022年12月  | 4N13 (MIVEC) | 直列4気筒DOHC16バルブDI-D | 1,798cc  | 150PS/4,000rpm | 31.0 kg・m /2,000-3,000rpm | 5MT      | 1,400kg                   | FF 4WD                    | 2:£20,599.00 (約2,586,118円) 4:£22,749.00 (約2,856,041円) |
| ASX 4 2WD /4WD Manual | 2010年6月 -2022年12月  | 4N13 (MIVEC) | 直列4気筒DOHC16バルブDI-D | 1,798cc  | 150PS/4,000rpm | 31.0 kg・m /2,000-3,000rpm | 5MT      | 1,400kg                   | FF 4WD                    | 2:£22,745.00 (約2,855,539円) 4:£24,895.00 (約3,125,463円) |
| ASX 4Work 4WD Manual  | 2010年6月 -2022年12月  | 4N13 (MIVEC) | 直列4気筒DOHC16バルブDI-D | 1,798cc  | 150PS/4,000rpm | 31.0 kg・m /2,000-3,000rpm | 5MT      | 1,400kg                   | 4WD                       | £23,999.00 (約3,012,974円)                                |

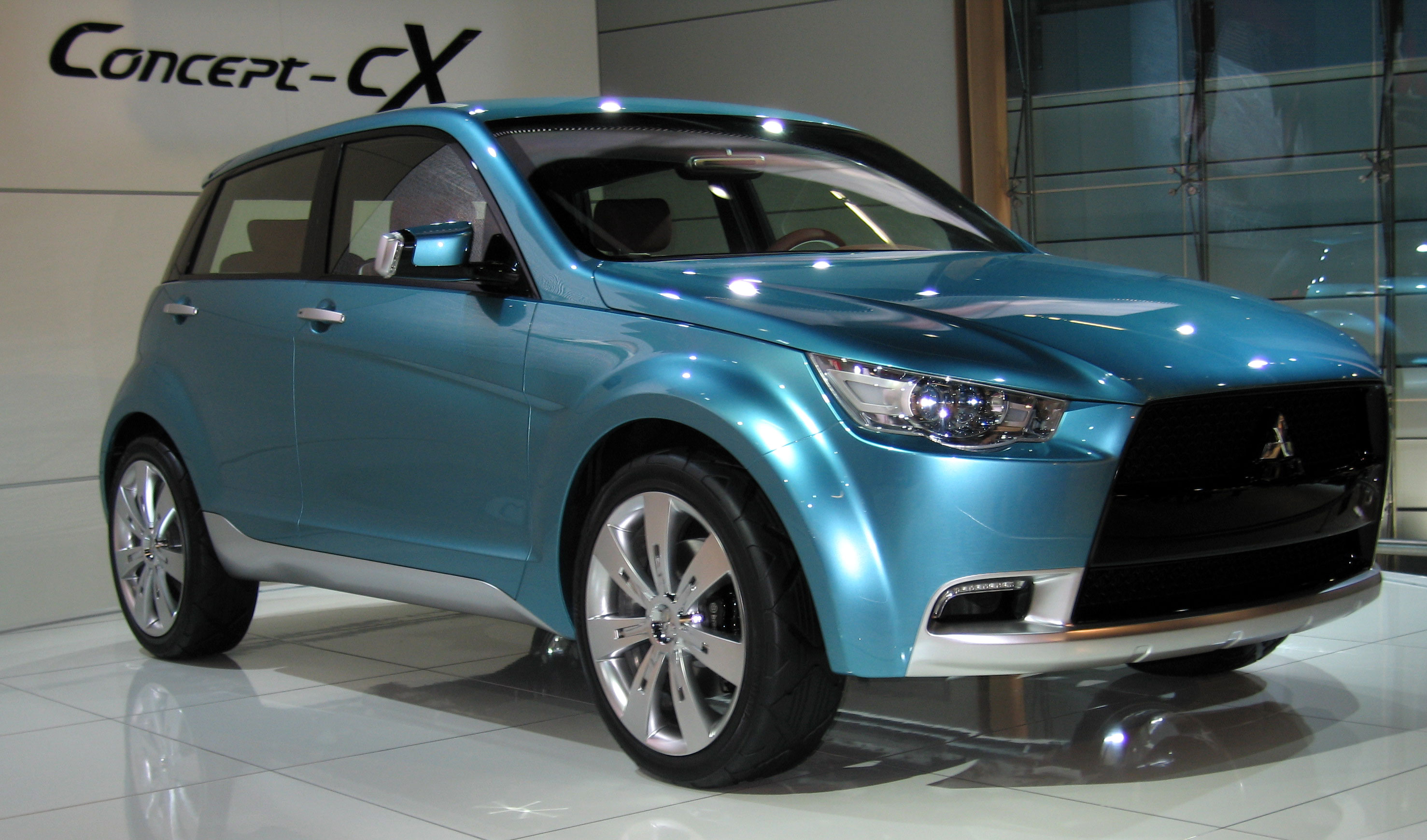
コンセプトcX （3代目の源流となったコンセプトモデル）
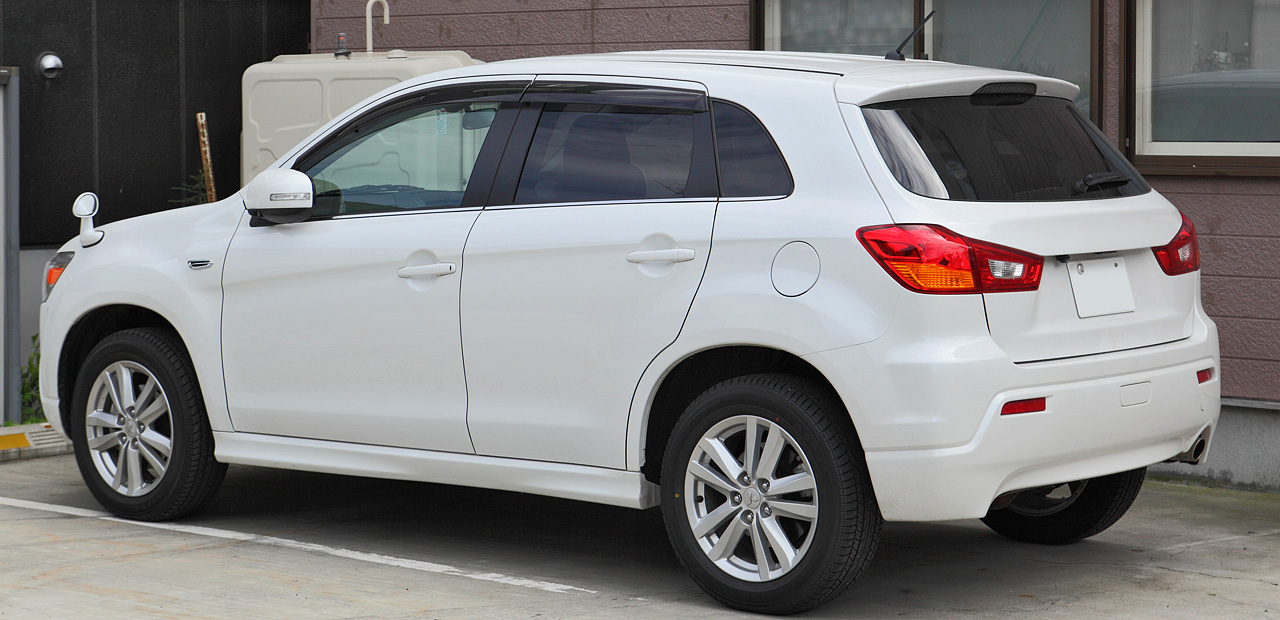
サイド及びリヤ（1期・2012年10月モデル）
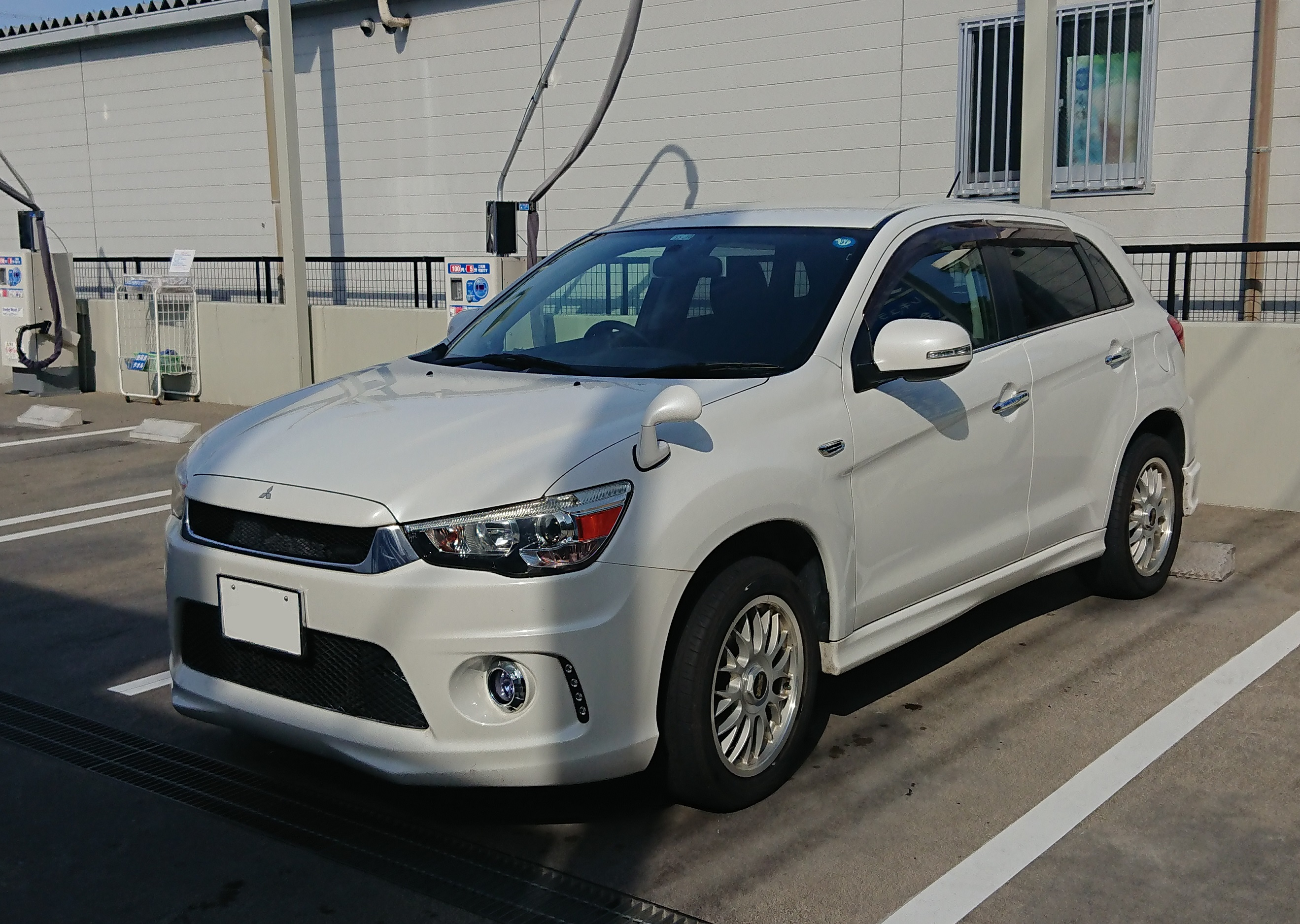
ローデストG(GA4W)フロント(1期・2011年10月モデル）
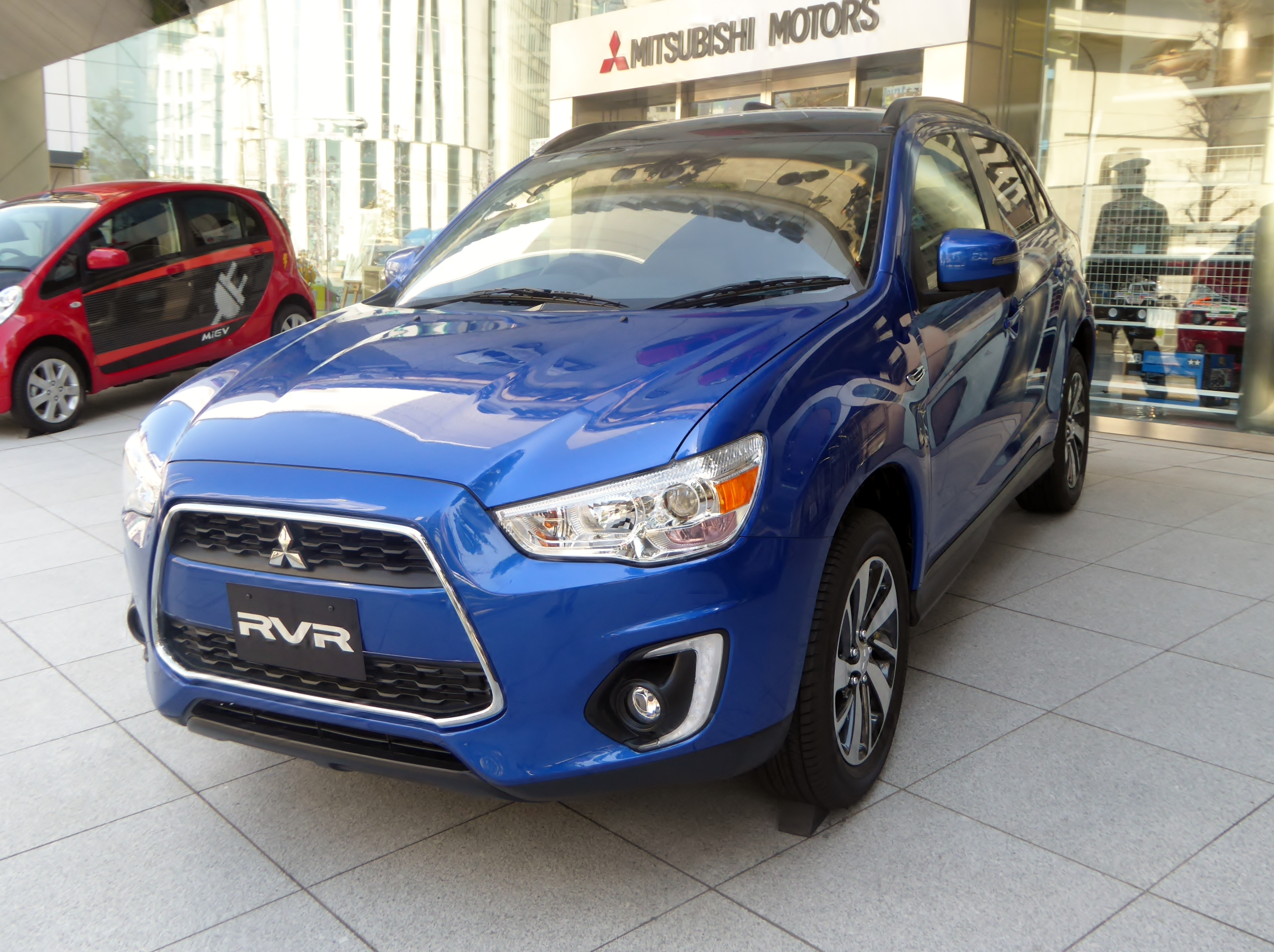
フロント（2期・17インチアルミホイール（切削光沢仕上げ）装着車。2014年4月-2017年2月モデル）
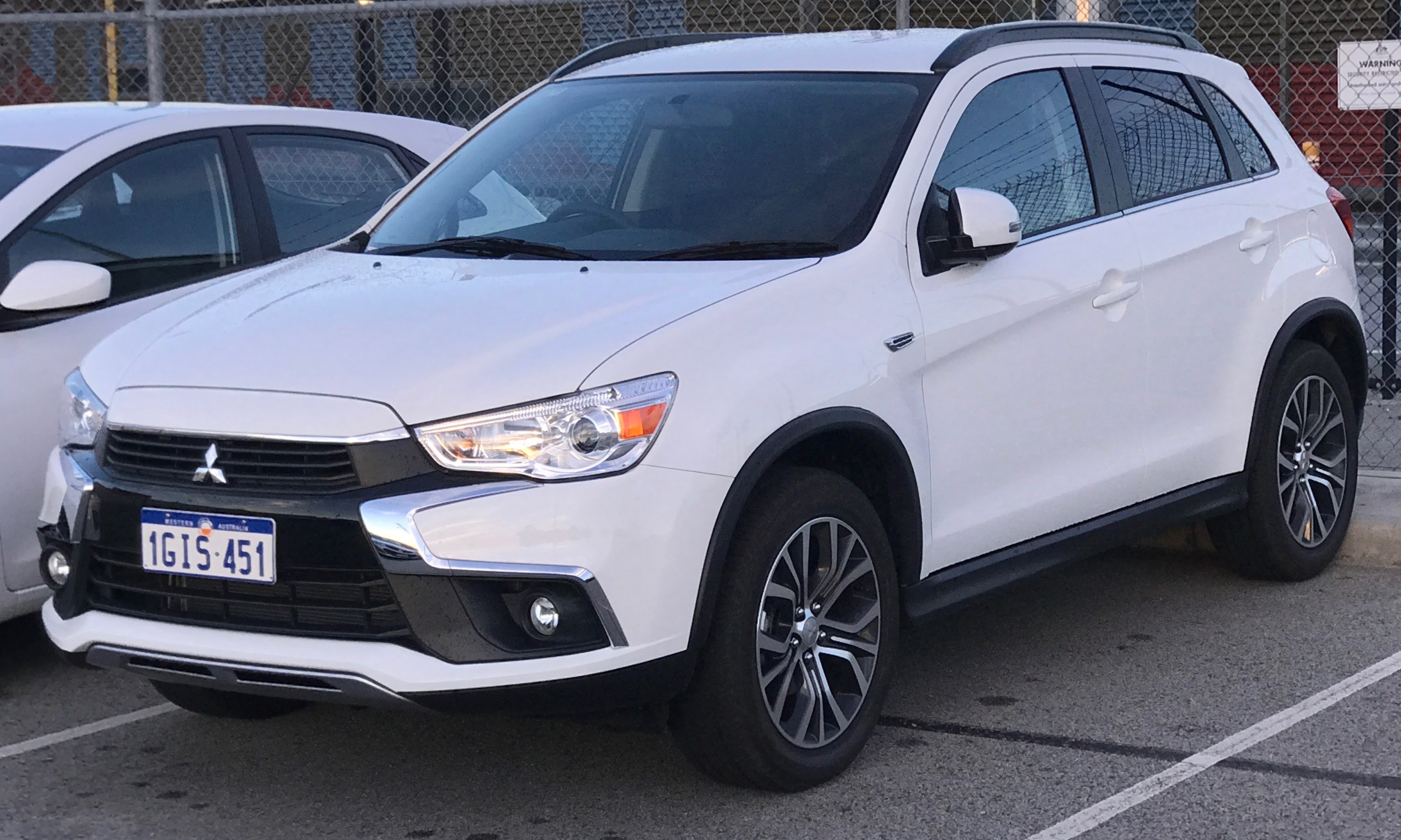
海外向け　ASX（3期）
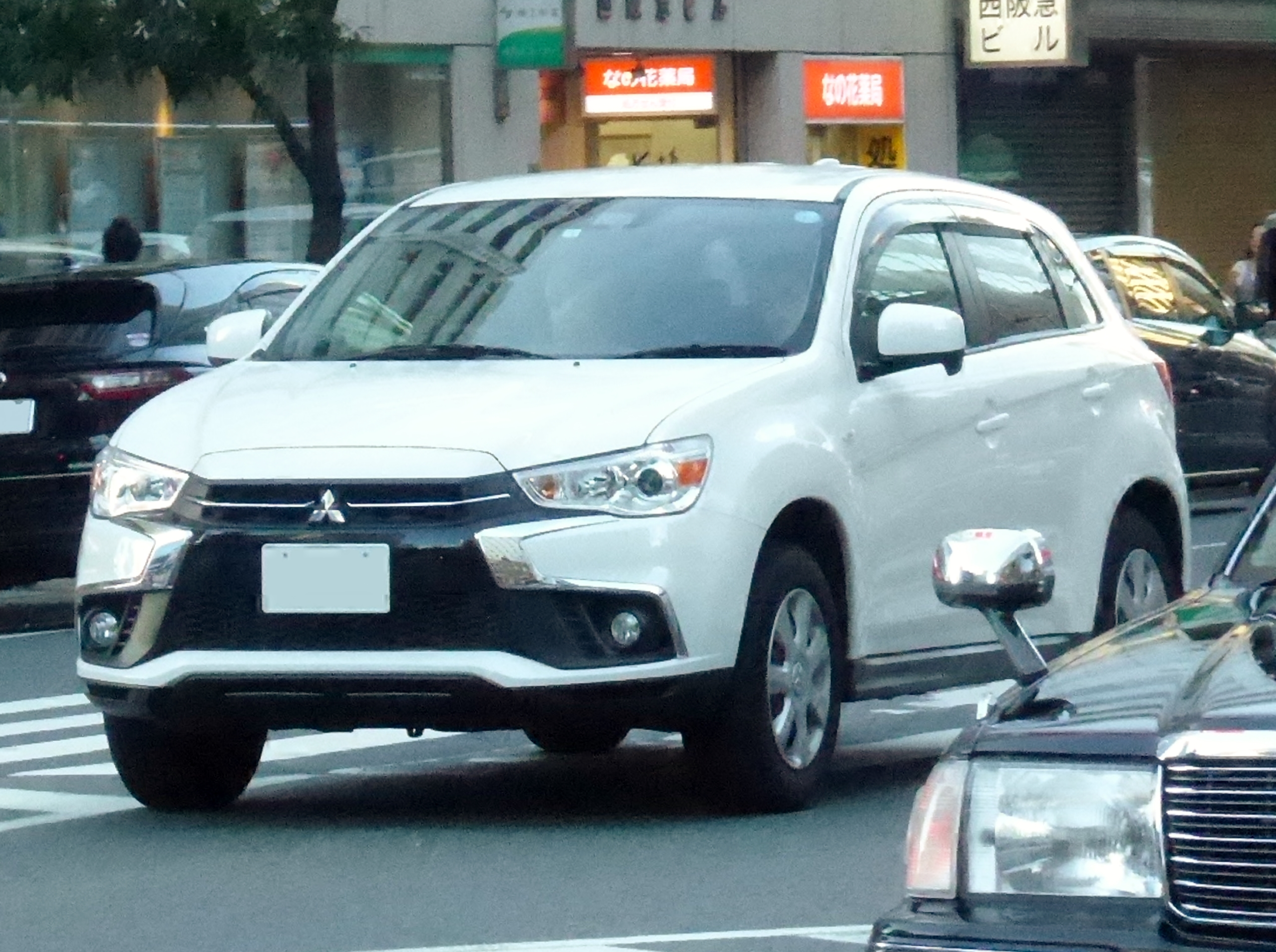
フロント　Ｍ（4期）
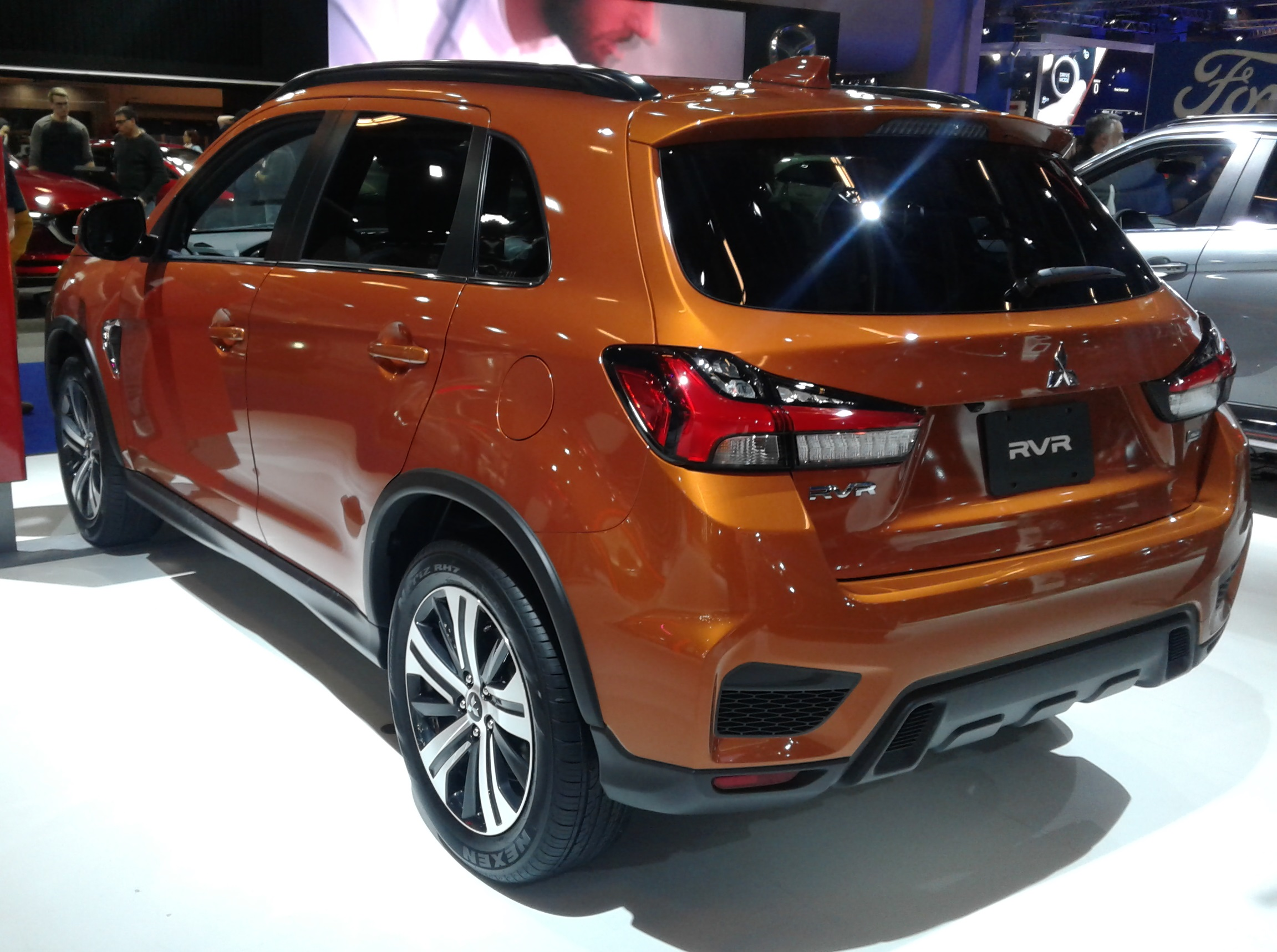
2019年8月改良型のリア
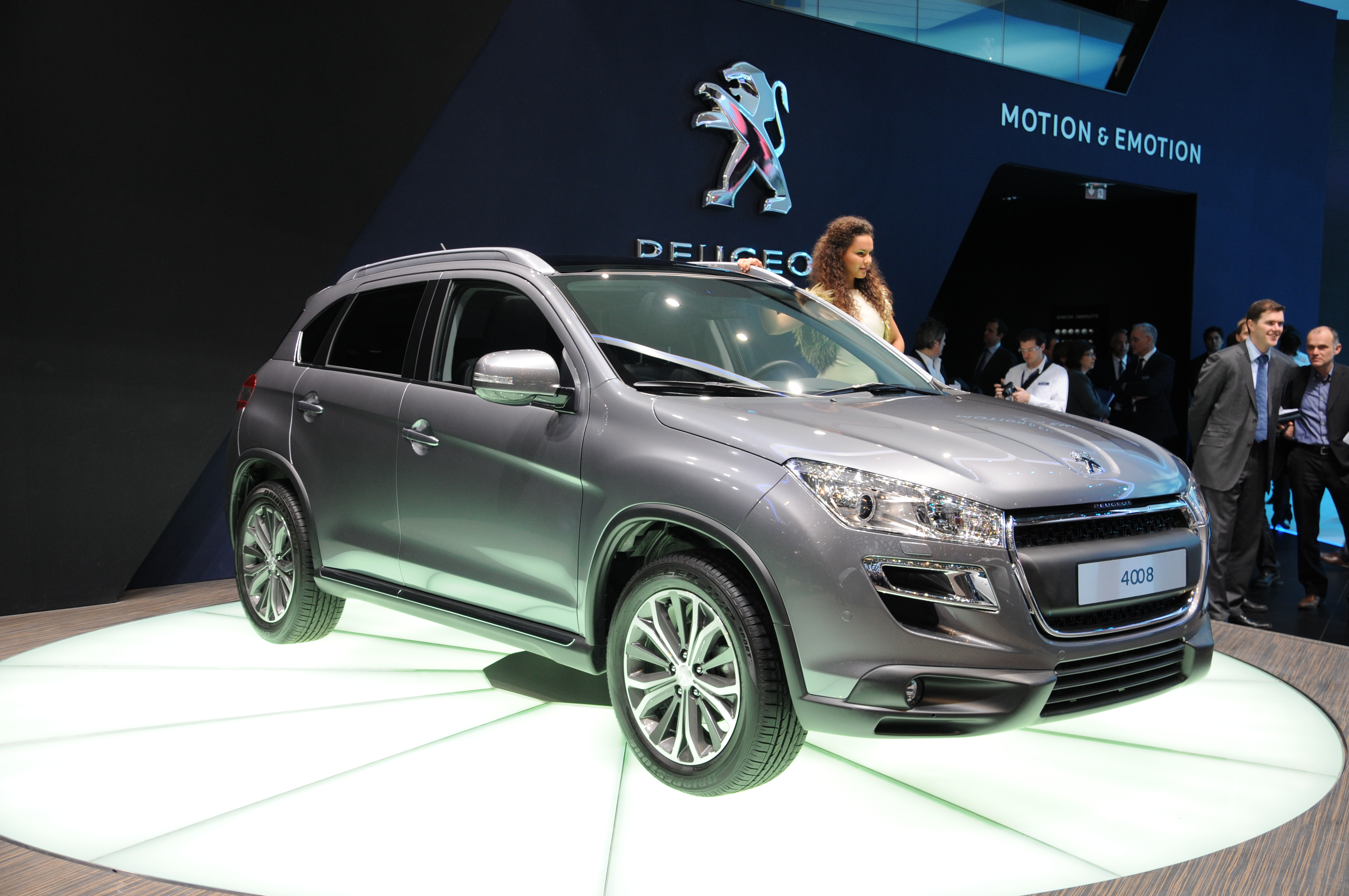
プジョー・4008
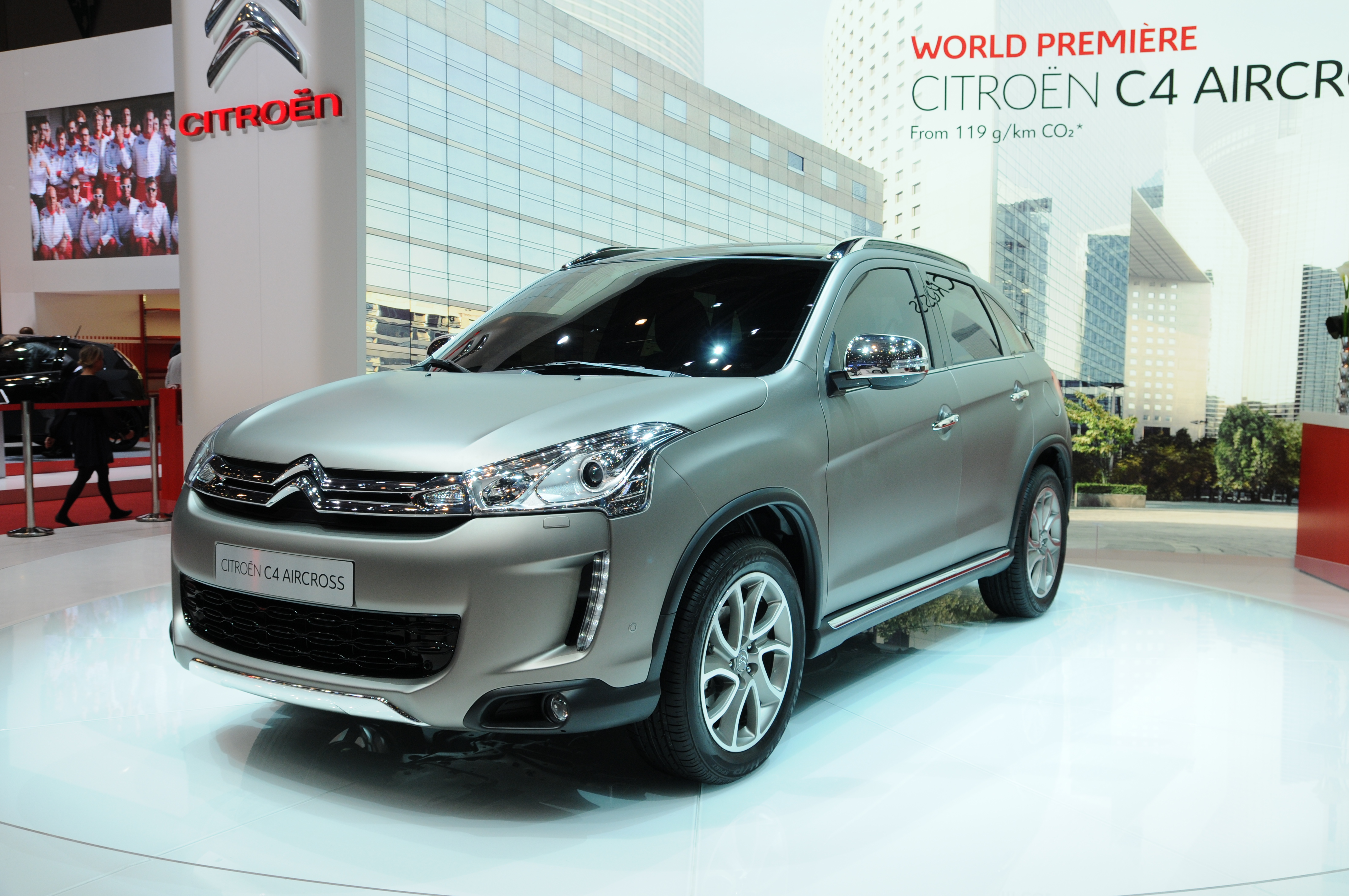
シトロエン・C4エアクロス

## 生産工場
初代
- 岡崎製作所（愛知県岡崎市）

2代目
- 岡崎製作所（愛知県岡崎市）

3代目
- 岡崎製作所（愛知県岡崎市）
- 水島製作所（岡山県倉敷市）
- ミツビシ・モーターズ・ノース・アメリカ（英語版）（北米向け）
- 広汽三菱汽車（中国向け）
- PT クラマ・ユダ・ラトゥ・モーターズ（インドネシア向け）
- HPEオートモーターズ（ブラジル向け）
- タンチョン・モーター（英語版）（マレーシア向け）

## 車名の由来
「RVR」は「Recreational Vehicle Runner」の頭字語に由来する。なお、初代および2代目ロゴは頭のRを左右反転させてキリル文字のЯ（「ЯVR」）のようになっており（偽キリル文字）、アンビグラムになっていた。
なお、1989年の第28回東京モーターショーで同名のコンセプトカーが発表されているが、「走りを重視したRV」というコンセプトを示したもので、バータイプのドアにオープンボディと、市販車とは異なるものであった。
3代目に設定される「ROADEST」については他車同様、道を意味する「Road」と最上級を意味する「est」を掛け合わせた造語である。

## プロトタイプ
1996年のパリ・ダカール・ラリーにRVRを冠したプロトタイプ車「RVRスペースランナー」が出場、増岡浩選手が乗り総合6位で完走した。基本的な構造はパジェロプロトタイプとほぼ同じものとなっていた。
- 排気量 - 2,416 cc
- 最高出力 - 300馬力 @ 4,000 rpm
- 最大トルク - 60 kgf·m @ 3,000 rpm
- 最高速度 - 250 km/h

また、市販車改造部門にもスポーツギアがエントリーしたことがある。左ハンドル仕様で、スライド式ドアがガルウィングドアに改められていた他、サスペンションが前後ともにパジェロ・プロトと同様のスイングアーム式ダブルウィッシュボーンに改められていた事が特筆される。ミツビシの取材用車両及び、プライベーターから各一度ずつエントリーしている。
2013年のダカールラリーにはASXが市販車改造部門にプライベーターチームからエントリーしている。